# Jane Austen
Vous lisez un « article de qualité » labellisé en 2009.  Il fait partie d'un « thème de qualité ».
Pour les articles homonymes, voir Austen.
Œuvres principales
- Raison et Sentiments (1811)
- Orgueil et Préjugés (1813)
- Mansfield Park (1814)
- Emma (1816)
- L'Abbaye de Northanger (1818)
- Persuasion (1818)

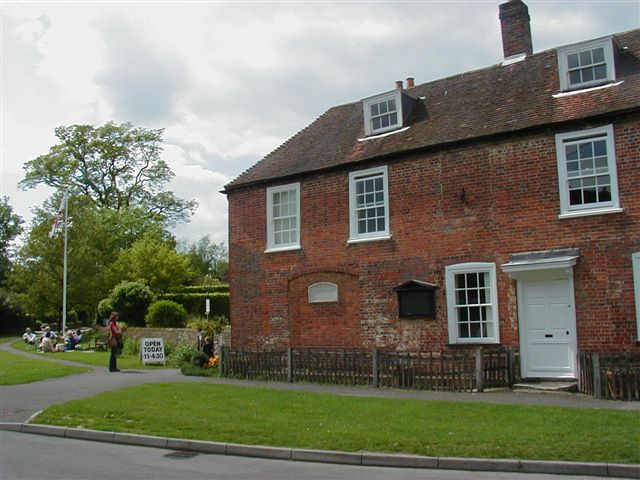
La maison de Jane Austen, sa sœur Cassandra et leur mère, à Chawton, où elles vivent à partir de 1809. Cette maison abrite le musée de la maison de Jane Austen.

Jane Austen [ˈd͡ʒeɪn ˈɒstɪn], née le 16 décembre 1775 à Steventon dans le Hampshire en Angleterre et morte le 18 juillet 1817 à Winchester dans le même comté, est une romancière et femme de lettres anglaise.
Son réalisme, sa critique sociale mordante et sa maîtrise du discours indirect libre, son humour distancié et son ironie ont fait d'elle l'un des écrivains anglais les plus largement lus et aimés.
Toute sa vie, Jane Austen demeure au sein d'une cellule familiale étroitement unie, appartenant à la petite gentry anglaise. Elle doit son éducation à l'encouragement à la lecture apporté non seulement par ses frères James et Henry, mais surtout par son père, qui l'autorise à puiser sans restriction dans sa vaste bibliothèque. Le soutien sans faille de sa famille est essentiel pour son évolution en tant qu'écrivaine professionnelle,. L'apprentissage artistique de Jane Austen s'étend du début de son adolescence jusqu'à sa vingt-cinquième année environ. Durant cette période, elle s'essaie à différentes formes littéraires, y compris le roman épistolaire qu'elle expérimente avant de l'abandonner, et écrit et retravaille profondément trois romans majeurs, tout en en commençant un quatrième.
De 1811 à 1816, avec la parution de Raison et Sentiments (publié de façon anonyme en 1811), Orgueil et Préjugés (1813), Mansfield Park (1814) et Emma (1816), elle connaît le succès. Deux autres romans, L'Abbaye de Northanger (achevé en fait dès 1803) et Persuasion, font tous deux l'objet d'une publication posthume en 1818 ; en janvier 1817, elle commence son dernier roman, finalement intitulé Sanditon, qu'elle ne peut achever avant sa mort.
L'œuvre de Jane Austen est, entre autres, une critique des romans sentimentaux de la seconde moitié du XVIIIe siècle et appartient à la transition qui conduit au réalisme littéraire du XIXe. Les intrigues de Jane Austen, bien qu'essentiellement de nature comique, c'est-à-dire avec un dénouement heureux, mettent en lumière la dépendance des femmes à l'égard du mariage pour obtenir statut social et sécurité économique,. Comme Samuel Johnson, l'une de ses influences majeures, elle s'intéresse particulièrement aux questions morales,.
Du fait de l'anonymat qu'elle cherche à préserver, sa réputation est modeste de son vivant, avec quelques critiques favorables. Au XIXe siècle, ses romans ne sont admirés que par l'élite littéraire. Cependant, la parution en 1869 de A Memoir of Jane Austen (Souvenir de Jane Austen), écrit par son neveu, la fait connaître d'un public plus large. On découvre alors une personnalité attirante et l'intérêt populaire pour ses œuvres prend son essor. Depuis les années 1940, Jane Austen est largement reconnue sur le plan académique comme « grande écrivaine anglaise ». Durant la seconde moitié du XXe siècle se multiplient les recherches sur ses romans, qui sont analysés sous divers aspects, par exemple artistique, idéologique ou historique. Peu à peu, la culture populaire s'empare de Jane Austen et les adaptations cinématographiques ou télévisuelles qui sont réalisées sur sa vie ou ses romans connaissent un réel succès.
Il est généralement admis que l'œuvre de Jane Austen appartient non seulement au patrimoine littéraire de la Grande-Bretagne et des pays anglophones, mais aussi à la littérature mondiale. Elle fait aujourd'hui, comme les Brontë, l'objet d'un véritable culte : Jane Austen jouit d'une popularité croissante et quasi universelle.
Jane Austen écrivait souvent pour sa famille, en particulier pour ses frères, diplômés à l'université d'Oxford. Malgré le haut niveau littéraire de sa famille, Jane fut la seule à devenir une écrivaine publiée.

## Biographie

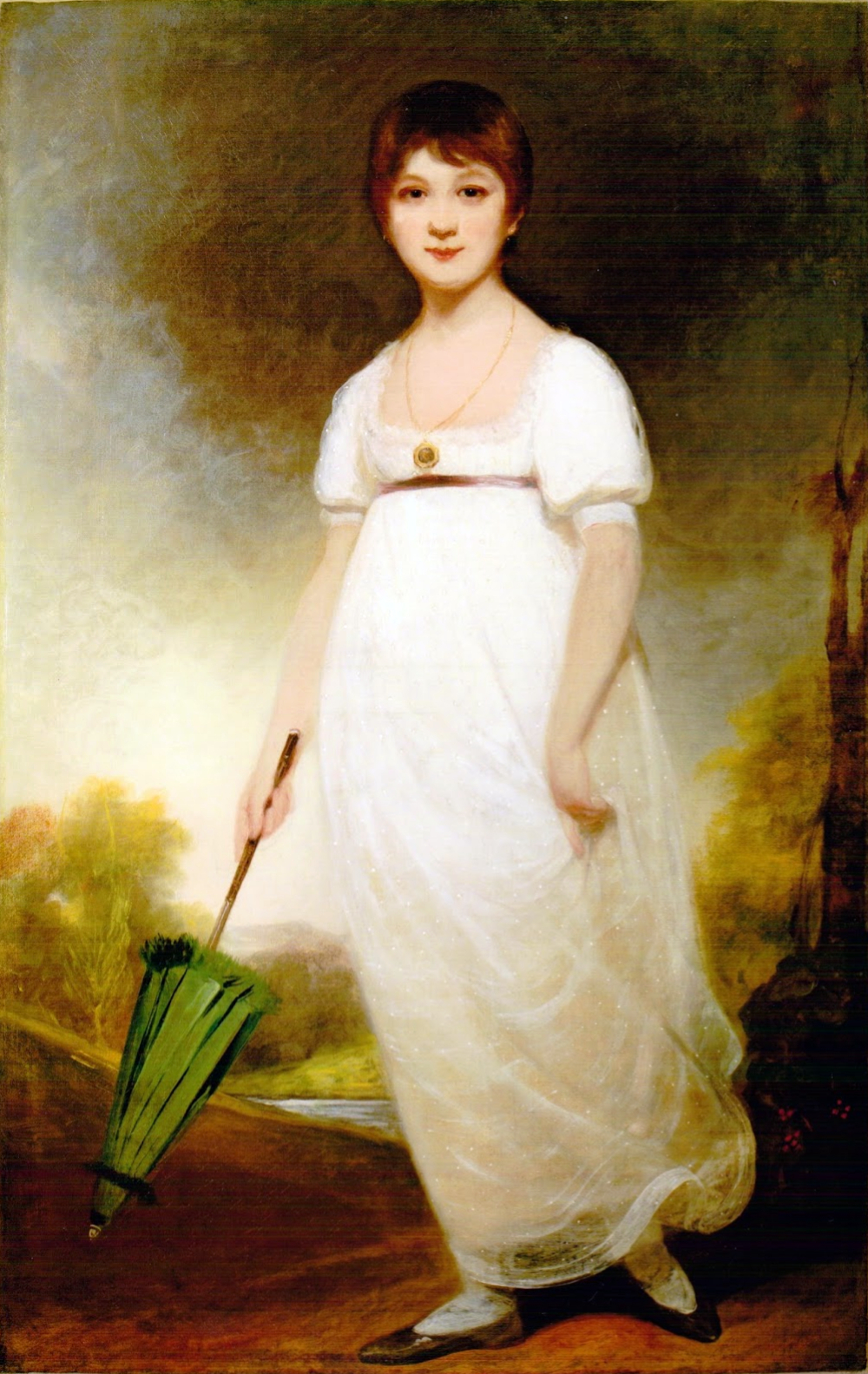
Portrait présumé de Jane en 1789, œuvre d'Ozias Humphry.

Selon l'un de ses biographes, les informations sur la vie de Jane Austen sont « d'une rareté notoire » (« famously scarce »). Il ne reste que quelques lettres d'ordre personnel ou familial (selon une estimation, 160 lettres sur un total de 3 000). Sa sœur Cassandra, à qui la plupart étaient adressées, en a brûlé beaucoup et a censuré celles qu'elle a gardées. D'autres ont été détruites par les héritiers de son frère, l'amiral Francis Austen.
Les éléments biographiques, rendus disponibles dans les cinquante années suivant sa mort, émanent presque tous de ses proches. C'est tout d'abord la Biographical Notice of the Author, « notice biographique sur l'auteur » écrite par son frère Henry en préface de la publication de Northanger Abbey et de Persuasion en 1818, qui reste la seule biographie disponible sur elle pendant plus de cinquante ans ; c'est ensuite A Memoir of Jane Austen (« Souvenir de Jane Austen »), ouvrage essentiel de son neveu James Edward Austen-Leigh, dont la première édition est datée de 1870, et qui demeure l'ouvrage de référence sur la vie de Jane Austen pendant plus d'un demi-siècle. C'est dans cette biographie qu'apparaît la vue d'artiste (tirée du portrait fait par Cassandra, la sœur de Jane) dont sont dérivées les différentes gravures utilisées comme portrait de la romancière.
Ces deux sources reflètent la tendance familiale à accentuer l'aspect de « tante Jane, si bonne et si gentille » (« good quiet Aunt Jane »). Depuis, bien peu de documents nouveaux ont été mis au jour par les chercheurs.

### Famille

La famille de Jane Austen

Le père de Jane Austen, George Austen (1731-1805), et sa femme, Cassandra (1739-1827), appartiennent tous les deux à la petite gentry. George descend d'une famille de tisserands en laine, peu à peu parvenus au statut de la petite gentry terrienne,. Sa femme Cassandra Austen, née Leigh, compte parmi ses ancêtres Thomas Leigh (en), lord-maire de Londres au temps de la reine Élisabeth Ire,. De 1765 à 1801, soit pendant une grande partie de la vie de Jane, George Austen est recteur de la paroisse anglicane de Steventon, ainsi que de celle du village voisin de Deane, situé un kilomètre plus au nord. Les deux villages ne sont séparés que d'une dizaine de kilomètres de Basingstoke, la plus grande ville du Hampshire. De 1773 à 1796, George Austen arrondit ses revenus par des activités annexes, celles de fermier, et aussi de précepteur de trois ou quatre garçons, en pension chez lui. La famille habite une maison de deux étages et un grenier, le Rectory (« le presbytère »), entourée d'une grange, d'arbres et de prés.

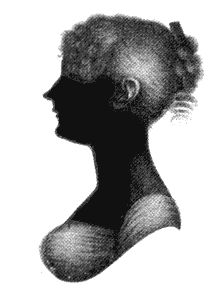
Silhouette de Cassandra Austen, la sœur aînée et la meilleure amie de Jane.

La proche famille de Jane Austen est nombreuse, six frères, James (1765-1819), George (1766-1838), Edward (1767-1852), Henry Thomas (1771-1850), Francis William (« Frank », 1774-1865), Charles John (1779-1852), et une sœur, Cassandra Elizabeth (1773-1845), qui, comme Jane Austen, meurt sans s'être mariée. Cassandra Elizabeth est l'amie la plus proche et la confidente de Jane tout au long de sa vie,,. Parmi ses frères, c'est de Henry qu'elle se sent le plus proche. D'abord banquier, il devient, après sa faillite, clergyman de l'Église anglicane. C'est lui qui sert d'agent littéraire à sa sœur. Parmi son vaste cercle londonien, se trouvent des banquiers, des marchands, des éditeurs, des peintres et des acteurs. Ainsi, grâce à son entregent, Jane a l'occasion de fréquenter une catégorie sociale normalement inaccessible à une personne isolée dans une petite paroisse rurale du fond du Hampshire,.
George, quant à lui, est très jeune confié à une famille locale, car, comme le rapporte Deirdre Le Faye, biographe de Jane Austen, il est « mentalement anormal et sujet à des crises ». Il se peut aussi qu'il ait été sourd et muet.
Charles et Frank, eux, servent dans la marine, où ils s'élèvent au grade d'amiral. Edward est adopté en 1783 par un lointain cousin, Thomas Knight, dont il reprend le nom en 1812, date à laquelle il hérite de ses domaines,.

### Jeunes années et éducation

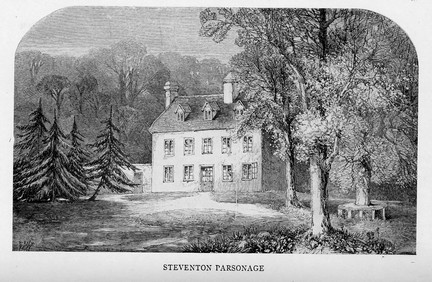
Le presbytère de Steventon, tel qu'il est dépeint dans A Memoir of Jane Austen, se trouvait dans une vallée, entouré de prairies.

Jane Austen, née le 16 décembre 1775 au presbytère de Steventon, est baptisée le 5 avril 1776. Au bout de quelques mois, sa mère la place chez une voisine, Elizabeth Littlewood, qui est sa nourrice pendant un an ou un an et demi,. En 1783, selon la tradition familiale, Jane et Cassandra sont envoyées à Oxford pour y être éduquées par Mrs Ann Cawley qu'elles suivent à Southampton un peu plus tard cette même année. Les deux sœurs contractent le typhus qui manque d'emporter Jane. Elles sont ensuite élevées chez leurs parents jusqu'à leur départ en pension, au début de l'année 1785. L'enseignement dans cet établissement comprend vraisemblablement le français, l'orthographe, les travaux de couture et de broderie, la danse, la musique, et peut-être le théâtre. Mais dès décembre 1786, Jane et Cassandra sont de retour chez elles, car leurs parents ne peuvent plus financer leur pension. L'éducation de Jane est alors complétée à domicile par la lecture, orientée par son père et ses frères James et Henry,,. Les auteurs préférés de Jane sont alors les poètes William Cowper (1731-1800) et surtout George Crabbe (1754-1832).
Il semble que George Austen donne à ses filles un accès sans restriction à l'ensemble de sa bibliothèque, à la fois importante (près de 500 ouvrages) et variée (essentiellement littérature et histoire), tolère certaines tentatives littéraires parfois osées de Jane (risqué, selon le terme anglais), et fournit à ses filles le papier et le matériel coûteux dont elles ont besoin pour leurs écrits et leurs dessins,. Selon Park Honan, biographe de Jane Austen, la vie au foyer des Austen baigne dans une « atmosphère intellectuelle ouverte, amusée et facile », où les idées sociales et politiques autres que les leurs sont prises en compte et discutées. Ainsi, après son retour du pensionnat en 1786, Jane Austen « ne vit plus jamais en dehors de son environnement familial immédiat ».
Les représentations théâtrales privées faisant aussi partie de l'éducation, de sept ans à ses treize ans, Jane participe à une série de pièces que montent sa famille et les amis proches. Ainsi, on joue The Rivals de Richard Sheridan, créée en 1775, et Bon Ton de David Garrick. Si les détails restent inconnus, il est quasi certain que Jane est partie prenante, d'abord comme spectatrice, puis, alors qu'elle grandit, de façon plus active,. La plupart de ces pièces sont des comédies, ce qui contribue au développement de son sens comique et satirique,. La cousine « française » de Jane Austen, Eliza de Feuillide, participe avec brio à certaines de ces pièces, dont elle tient alors le rôle principal. Plus tard, dans Mansfield Park, Jane Austen donne à la partie dite « theatricals » une importance allant bien au-delà du simple divertissement.

### Juvenilia

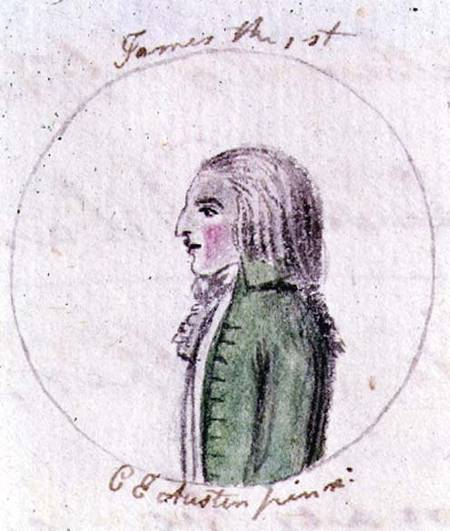
Portrait de Jacques Ier. Écrite du propre aveu de Jane Austen par « un Historien partial, plein de préjugés et ignorant », L'Histoire de l'Angleterre fut illustrée par Cassandra Austen, la sœur de Jane (1790 environ).

Selon toute vraisemblance, Jane Austen commence dès 1787 à écrire des poèmes, des histoires et des pièces pour son propre amusement et celui de sa famille,. Plus tard, elle fait des fair copies (« transcriptions au propre ») de vingt-sept de ces œuvres précoces, en trois carnets reliés, aujourd'hui connus sous le nom de Juvenilia et contenant des écrits échelonnés de 1787 à 1793,. Certains manuscrits révèlent que Jane Austen a continué à y travailler jusque vers 1809-1810, et que son neveu et sa nièce, James Edward et Anna Austen, y ont ajouté jusqu'en 1814,.
Parmi ces écrits, se trouve un roman épistolaire satirique, Love and Freindship [sic], dans lequel elle se moque des romans sentimentaux à la mode (Novels of sensibility),,. Y figure également L'Histoire de l'Angleterre, manuscrit de trente-quatre pages accompagné de treize aquarelles miniatures réalisées par Cassandra. Il s'agit d'une parodie d'écrits historiques en vogue, et tout particulièrement, de l'Histoire d'Angleterre d'Oliver Goldsmith, publiée en 1771. Par exemple, Jane Austen y écrit :
« As I am myself partial to the roman catholic religion, it is with infinite regret that I am obliged to blame the Behaviour of any Member of it: yet Truth being I think very excusable in an Historian, I am necessitated to say that in this reign the roman Catholics of England did not behave like Gentlemen to the protestants. »
« Comme j'ai moi-même un faible pour la religion catholique, c'est avec un infini regret que je suis dans l'obligation de blâmer la Conduite de quiconque de ses Membres : cependant, la Vérité étant je pense bien excusable chez un Historien, je me vois contrainte de dire que durant ce règne, les Catholiques d'Angleterre ne se sont pas comportés en Gentlemen à l'égard des protestants. »
Selon le spécialiste Richard Jenkyns, les Juvenilia de Jane Austen sont anarchiques et regorgent de turbulente gaieté ; il les compare à l'œuvre du romancier du XVIIIe siècle, Laurence Sterne, et aux Monty Python du XXe siècle.

### Entrée dans l'âge adulte
Devenue adulte, Jane Austen continue à vivre chez ses parents, se consacrant aux activités habituelles d'une femme de son âge et de son statut social : elle joue du piano-forte, aide sa sœur et sa mère à diriger les domestiques, assiste les femmes de la famille lorsqu'elles accouchent et les parents âgés sur leur lit de mort,. Elle envoie quelques courts écrits à ses nièces Fanny Catherine et Jane Anna qui viennent de naître. Elle se montre particulièrement fière de ses talents de couturière.

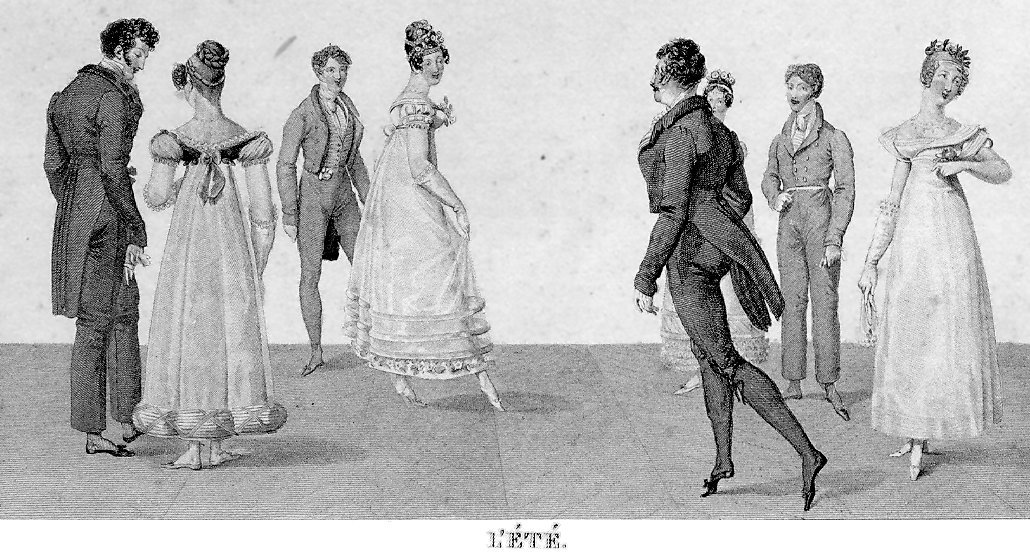
Les bals au début du XIXe siècle : un quadrille.

Jane Austen fréquente l'église régulièrement, rend visite à ses amies et à ses voisins et lit des romans, souvent écrits par elle-même, le soir à haute voix et en famille. Les relations entre voisins conduisent souvent à danser, de façon improvisée lors d'une visite, après le souper, ou lors de bals organisés dans les salles de réunion de l'hôtel de ville de Basingstoke,. D'après son frère Henry, « Jane adorait danser, et d'ailleurs y excellait ».
En 1793, Jane Austen commence, puis délaisse une courte pièce de théâtre, plus tard intitulée Sir Charles Grandison, or, The happy man: a comedy in five acts (Sir Charles Grandison, ou l'Homme heureux, comédie en cinq actes), qu'elle termine vers 1800. Il s'agit d'une parodie de quelques résumés à usage scolaire, de son roman favori, L'Histoire de Sir Charles Grandison (1753), de Samuel Richardson. Peu de temps après Love and Freindship [sic] en 1789, Jane Austen prend, selon Honan, la décision « d'écrire pour gagner de l'argent, et de se consacrer à raconter des histoires », en d'autres termes, de devenir écrivaine professionnelle. Il est avéré qu'à partir de 1793, elle entreprend en effet des œuvres plus longues et plus complexes.

Entre 1793 et 1795, Jane Austen écrit Lady Susan, court roman épistolaire, généralement considéré comme son ouvrage de jeunesse le plus ambitieux. Lady Susan ne ressemble à aucun de ses autres ouvrages. Claire Tomalin voit en son héroïne une prédatrice sexuelle qui use de son intelligence et de son charme pour manipuler, trahir et tromper ses victimes, amants, amis ou proches. Elle écrit : 

« Raconté sous forme épistolaire, c'est là une histoire aussi bien ourdie qu'une pièce de théâtre, et d'un cynisme de ton qui égale les comédies les plus scandaleuses de la Restauration, qui ont peut-être été l'une des sources de son inspiration … [Ce court roman] occupe une place unique dans l'œuvre de Jane Austen en tant qu'étude d'une femme adulte dont l'intelligence et la force de caractère sont supérieures à celles de tous ceux dont elle croise la route,. »

### Premiers romans

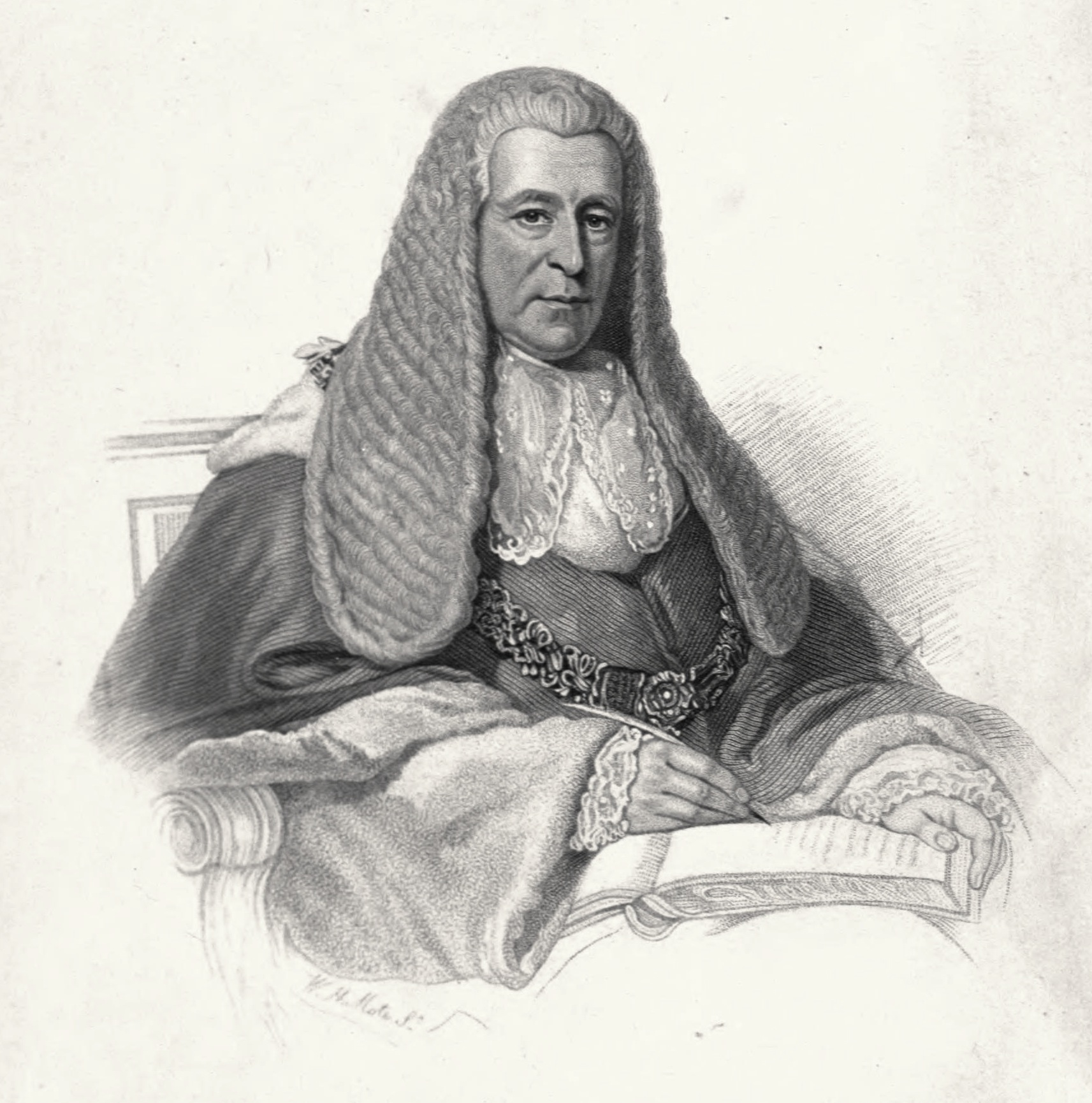
Portrait de Tom Lefroy en 1855 (gravure de W. H. Mote).

Après avoir achevé Lady Susan, Jane Austen s'essaye à son premier roman, Elinor and Marianne. Sa sœur Cassandra se rappellera plus tard qu'il fut lu à la famille « avant 1796 », et se présentait sous la forme d'une série de lettres. En l'absence des manuscrits originaux, il est impossible de dire dans quelle mesure le brouillon original a survécu dans le roman publié en 1811 sous le titre de Sense and Sensibility,.
Quand Jane Austen atteint l'âge de vingt ans, Thomas Langlois Lefroy, le neveu d'une famille voisine, vient à Steventon où il reste de décembre 1795 à janvier 1796. Fraîchement diplômé de l'université, il s'apprête à déménager à Londres pour s'y former au métier d'avocat (barrister). Tom Lefroy et Jane Austen sont sans doute présentés l'un à l'autre lors d'une rencontre entre voisins ou au cours d'un bal. Les lettres de Jane à Cassandra témoignent que les jeunes gens passent beaucoup de temps ensemble.
« I am almost afraid to tell you how my Irish friend and I behaved. Imagine to yourself everything most profligate and shocking in the way of dancing and sitting down together. »
« J'ai presque peur de te raconter comment mon ami irlandais et moi nous sommes comportés. Imagine-toi tout ce qu'il y a de plus dissolu et de plus choquant dans notre façon de danser et de nous asseoir ensemble. »
La famille Lefroy intervient et écarte Tom à la fin de janvier. Le mariage n'est pas envisageable, Tom et Jane le savent bien : ni l'un ni l'autre ne sont fortunés et lui dépend d'un grand-oncle irlandais pour financer ses études et s'établir dans sa profession. Tom Lefroy revient plus tard dans le Hampshire, mais il y est soigneusement tenu à l'écart des Austen et Jane ne le revoit jamais,.
En 1796, Jane Austen commence un second roman, First Impressions, le futur Pride and Prejudice, dont elle termine le premier jet en août 1797, alors qu'elle n'a que 21 ans. Comme toujours, elle lit le manuscrit en préparation à haute voix et, très vite, l'ouvrage devient la coqueluche de la famille (« an established favorite »). Son père entreprend alors des démarches en vue d'une première publication. En novembre 1797, George Austen écrit à Thomas Cadell, éditeur londonien de renom, pour lui demander s'il serait disposé, le cas échéant, à publier « un Roman Manuscrit, comprenant trois volumes, à peu près de la longueur de Evelina, de Miss Burney [il s'agit de First Impressions] », le risque financier étant endossé par l'autrice. Cadell renvoie rapidement la lettre avec la mention : « Refusé, par retour du courrier » (« Declined by Return of Post »). Il se peut que Jane Austen n'ait pas eu connaissance de cette initiative paternelle,,. Quoi qu'il en soit, après avoir terminé First Impressions, elle retourne à Elinor and Marianne, et, de novembre 1797 jusqu'à mi 1798, elle le retravaille en profondeur, renonçant au format épistolaire en faveur d'un récit à la troisième personne, d'une facture proche de la version définitive (Sense and Sensibility),,,.
Vers le milieu de 1798, après avoir achevé la réécriture de Elinor and Marianne, Jane Austen commence un troisième roman provisoirement intitulé Susan. C'est le futur Northanger Abbey, une satire des romans gothiques qui font rage depuis 1764 et ont encore une belle carrière devant eux. L'œuvre est terminée environ un an plus tard. Au début de 1803, Henry Austen propose Susan à un éditeur londonien, Benjamin Crosby, qui l'achète pour dix livres sterling (10 £), promet une publication rapide, annonce que l'ouvrage est « sous presse », et en reste là. Le manuscrit dort chez Crosby jusqu'en 1816, lorsque Jane Austen elle-même lui en reprend les droits,.

### Bath et Southampton

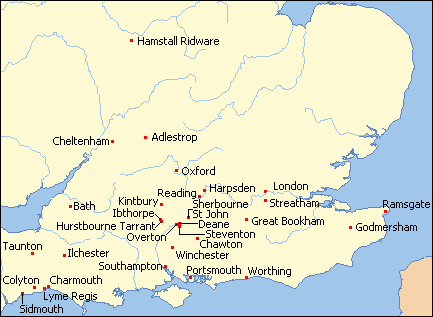
Carte du sud de l'Angleterre où figurent les trente localités que Jane Austen a visitées ou dans lesquelles elle a habité.

En décembre 1800, le Révérend George Austen décide sans préavis de quitter son ministère, de partir de Steventon et de déménager avec sa famille à Bath, dans le Somerset. Si cette cessation d'activité et ce voyage furent une bonne chose pour les aînés, Jane Austen est bouleversée à l'idée d'abandonner la seule maison qu'elle ait jamais connue. Pendant son séjour à Bath, elle cesse pratiquement d'écrire, ce qui en dit assez sur son état d'esprit. Elle travaille un peu à Susan, commence puis délaisse un nouveau roman, The Watsons, mais l'activité des années 1795-1799 semble loin. Claire Tomalin avance l'hypothèse que cette stérilité est l'indice d'une profonde dépression. Park Honan, qui est d'un avis contraire, constate que Jane Austen n'a cessé d'écrire ou de retravailler ses manuscrits pendant toute sa vie active, à la seule exception des quelques mois ayant suivi le décès de son père,. La question reste controversée et Margaret Doody, par exemple, abonde dans le sens de Tomalin.
En décembre 1802, Jane Austen reçoit sa seule proposition de mariage. Elle et sa sœur sont en visite chez Alethea et Catherine Bigg, des amies de longue date qui vivent près de Basingstoke. Leur plus jeune frère, Harris Bigg-Wither, ayant terminé ses études à l'Université d'Oxford, se trouve à la maison et demande la main de Jane, qui accepte. Caroline Austen, nièce de la romancière, tout comme Reginald Bigg-Wither, un descendant de ce prétendant, le décrivent comme un grand gaillard manquant de séduction. Il est d'aspect quelconque, parle peu, bredouille dès qu'il ouvre la bouche et se fait même agressif dans la conversation. De plus, il s'avère pratiquement dénué de tact. Jane, cependant, le connaît depuis l'enfance et le mariage offre de nombreux avantages tant pour elle-même que pour sa famille. Harris est, en effet, l'héritier de vastes propriétés familiales situées dans la région où les sœurs ont grandi. Ainsi nantie, Jane Austen pourrait assurer à ses parents une vieillesse confortable, donner à Cassandra une maison qui soit à elle, et peut-être, aider ses frères à faire carrière. Le lendemain matin, Jane Austen se rend compte qu'elle a fait une erreur et reprend son consentement,. Aucune correspondance, ni aucun journal ne permettent de savoir ce qu'elle a réellement pensé de cette proposition de mariage. Si Jane Austen ne s'est jamais mariée, on a cependant découvert, 200 ans après sa mort, deux faux certificats de mariage qu'elle avait écrits elle-même dans le registre des mariages de Steventon, probablement pendant son adolescence.

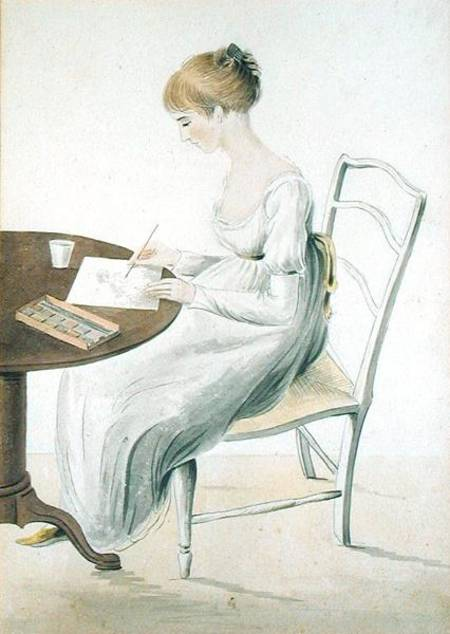
Portrait à l'aquarelle de Fanny Knight par Cassandra Austen.

En 1814, Jane Austen écrit à Fanny Knight, l'une de ses nièces (qu'elle considère presque comme une sœur ainsi qu'elle l'écrit à Cassandra), qui lui a demandé conseil à propos de la demande en mariage que lui a adressée Mr John Plumtre : 

« Et à présent, ma chère Fanny, après avoir écrit en faveur de ce jeune homme, je vais maintenant te conjurer de ne pas t'engager plus avant, et de ne pas songer à l'accepter à moins qu'il ne te plaise réellement. Tout doit être préféré ou supporté plutôt que de se marier sans affection,. »

Le roman commencé à Bath en 1804, The Watsons, concerne un clergyman invalide et sans grandes ressources financières, et ses quatre filles non mariées. Sutherland décrit ce roman comme « une étude sur les dures réalités économiques de la vie des femmes financièrement dépendantes ». Park Honan est d'opinion, et Claire Tomalin le suit sur ce point, que Jane Austen a délibérément cessé de travailler à ce livre après la mort de son père, le 21 janvier 1805 : sa propre situation ressemblait trop à celle de ses personnages pour qu'elle n'en ressentît pas un certain malaise,,.
La maladie, qui devait rapidement emporter le Révérend Austen, est soudaine, le laissant, comme le rapporte Jane à son frère Francis, « complètement inconscient de son propre état »,. Jane, Cassandra et leur mère se retrouvent dans une situation difficile. Edward, James, Henry et Francis Austen s'engagent à les soutenir par des versements annuels. Les quatre années qui suivent reflètent cette précarité : les trois femmes sont, la plupart du temps, en location à Bath, puis, à partir de 1806, à Southampton, où elles partagent une maison avec Frank Austen et sa jeune épouse, et les visites à d'autres branches de la famille se multiplient.
Le 5 avril 1809, environ trois mois avant le déménagement à Chawton, Jane Austen écrit à Richard Crosby pour lui exprimer sa colère — il n'a toujours pas publié Susan — et lui propose une nouvelle version, si nécessaire, pour une parution immédiate. Crosby répond qu'il ne s'est engagé à aucune échéance, ni même à une publication, mais que Jane Austen peut lui racheter les droits pour les dix livres qu'il avait payées, et se trouver un autre éditeur. Jane Austen, cependant, n'ayant pas les moyens d'effectuer cette transaction, ne peut recouvrer son manuscrit.

### Chawton

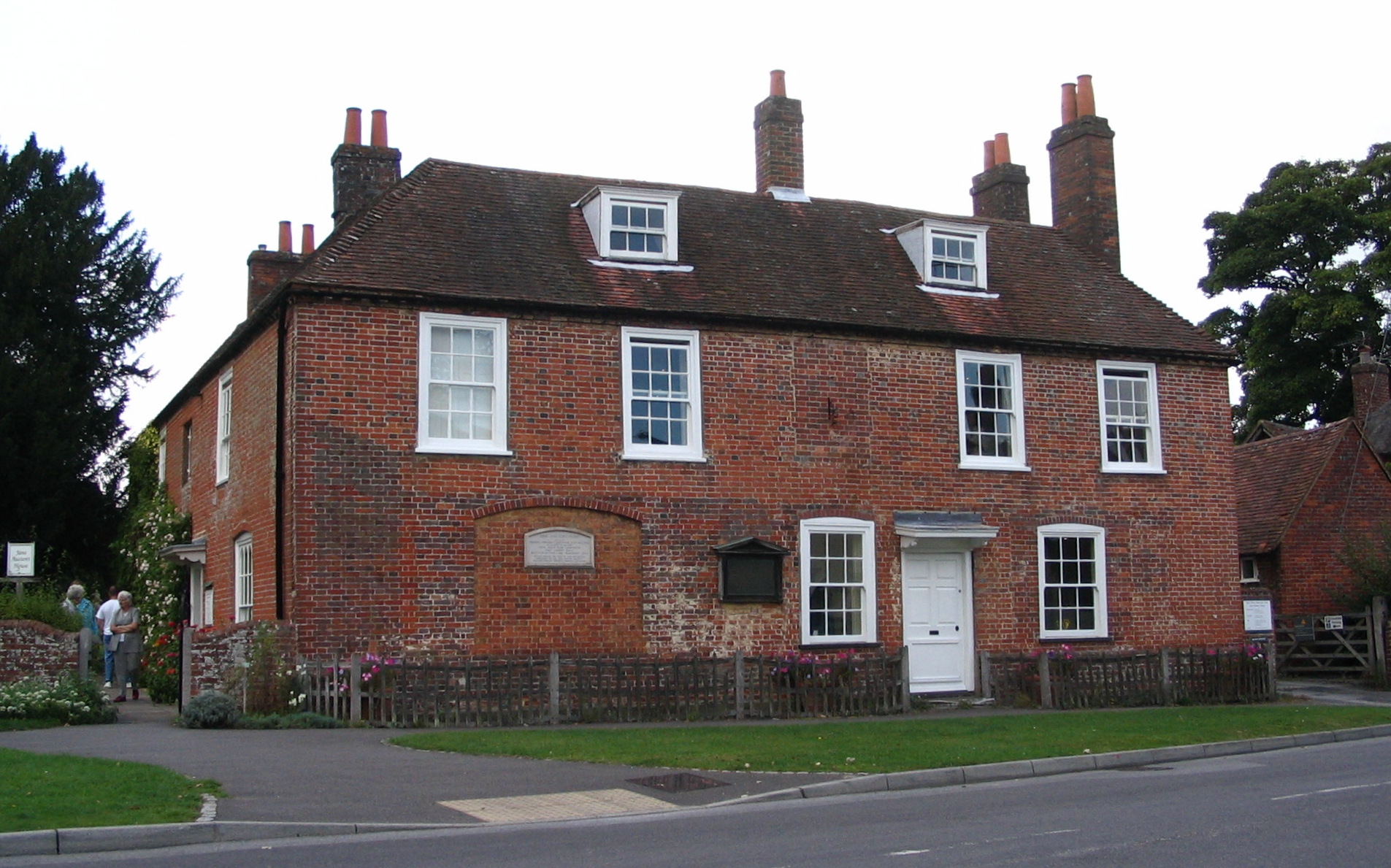
Le cottage de Chawton où vit Jane Austen pendant les huit dernières années de sa vie. C'est aujourd'hui le Jane Austen's House Museum.

Vers le début de l'année 1809, Edward, l'un des frères de Jane Austen, offre à sa mère et à ses sœurs une vie plus stable en mettant à leur disposition un grand cottage dans le village de Chawton. Cette demeure fait partie de son domaine, Chawton House. Jane, Cassandra et leur mère y emménagent le 7 juillet 1809,,.
À Chawton, la vie devient plus calme qu'elle ne l'a été depuis l'arrivée à Bath en 1800. Les Austen ne fréquentent pas la gentry avoisinante et ne reçoivent que lors de visites familiales. Anna, nièce de Jane, raconte leur quotidien : « C'était une vie très calme, de notre point de vue, mais elles lisaient beaucoup, et en dehors des tâches domestiques, nos tantes s'occupaient à aider les pauvres et à apprendre à lire ou à écrire à tel garçon ou telle fille ». Jane Austen écrit presque tous les jours, mais en privé, et semble avoir été dispensée de certaines contraintes de façon à pouvoir se consacrer davantage à ses manuscrits,. Ainsi, dans ce nouvel environnement, elle retrouve l'entière plénitude de ses capacités créatrices.

### Femme de lettres publiée

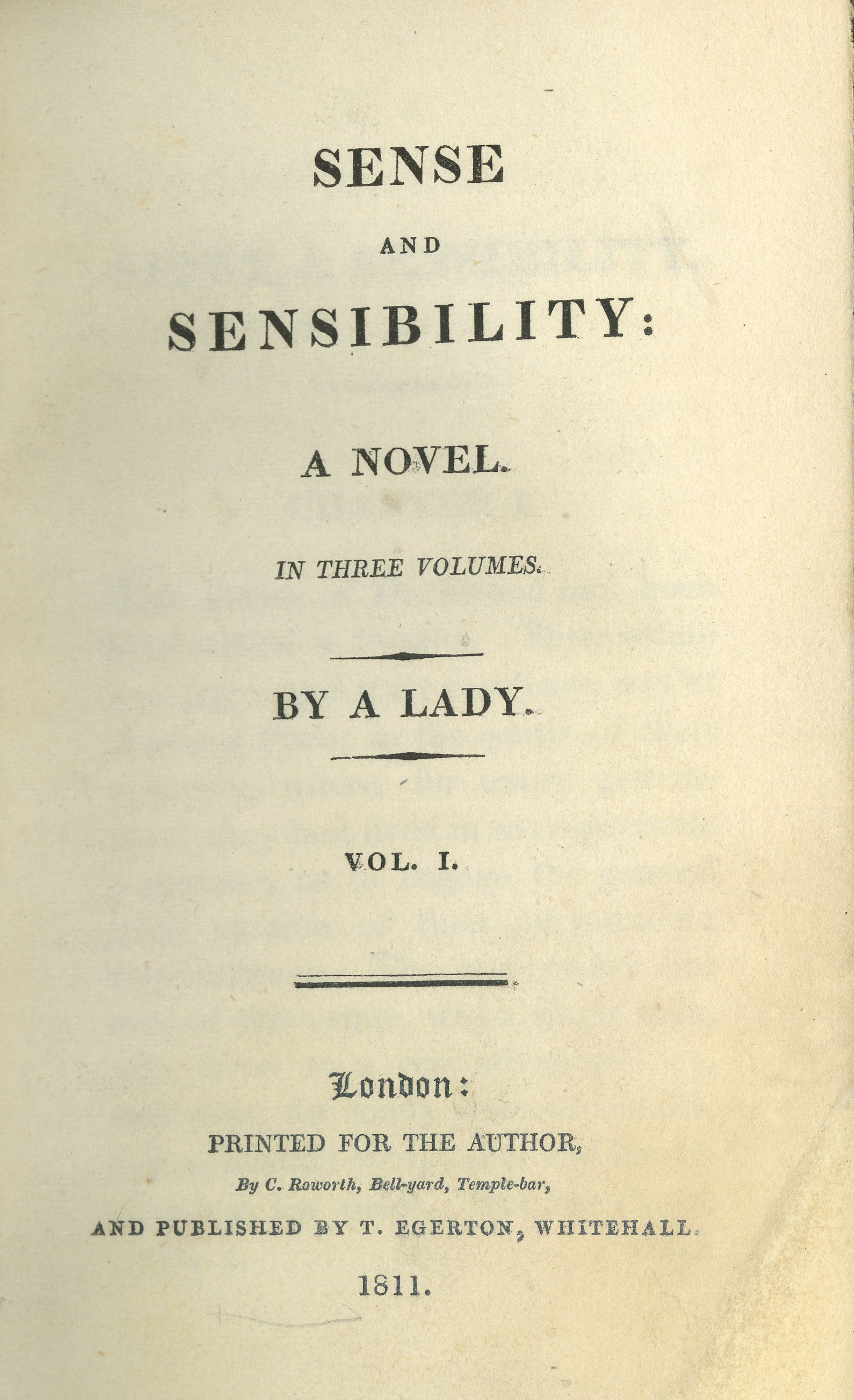
Page de titre de la première édition de Sense and Sensibility, le premier roman publié de Jane Austen (1811).

Pendant son séjour à Chawton, Jane Austen réussit à publier quatre romans, qui reçoivent un accueil plutôt favorable. Par l'entremise de son frère Henry, l'éditeur Thomas Egerton accepte Sense and Sensibility, qui paraît en octobre 1811. La critique est élogieuse et le roman devient à la mode dans les cercles influents ; dès le milieu de 1813, le tirage est épuisé. Le revenu qu'en retire Jane Austen lui permet une certaine indépendance, tant financière que psychologique,. En janvier de cette même année, Egerton publie Pride and Prejudice, version retravaillée de First Impressions. Il fait au livre une large publicité, et c'est un succès immédiat, avec trois critiques favorables et de bonnes ventes. Dès octobre, Egerton peut commencer la mise en vente d'une seconde édition,. Puis c'est Mansfield Park qui paraît, toujours chez Egerton, en mai 1814. Si la critique ne fait pas grand cas de ce roman, Mansfield Park trouve un écho très favorable auprès du public. Tous les exemplaires sont vendus en à peine six mois, et les gains revenant à Jane Austen dépassent ceux qu'elle a reçus de chacune de ses autres œuvres,.
En novembre 1815, James Stanier Clarke, le bibliothécaire du Prince Régent, invite Jane Austen à Carlton House et lui apprend que le Prince Régent, le futur George IV, admire ses romans et en garde un exemplaire dans chacune de ses résidences ; il lui conseille alors de dédicacer sa prochaine œuvre, Emma, au Régent. Jane Austen n'aime guère le personnage, mais il lui est difficile de repousser la requête. Elle écrit plus tard un Plan d'un Roman, selon des suggestions de diverses origines, présentant sous une forme satirique les grandes lignes du « roman parfait », d'après les recommandations du bibliothécaire en question,.
Au milieu de l'année 1815, Jane Austen quitte Egerton pour la maison John Murray, éditeur londonien plus renommé, qui publie Emma en décembre 1815 et, en février de l'année suivante, sort une deuxième édition de Mansfield Park. Emma se vend bien, mais Mansfield Park rencontrant moins de succès, le bilan financier de cette double opération reste très mitigé. Ce sont là les derniers romans à paraître du vivant de l'autrice,.
Jane Austen a déjà commencé à écrire un nouveau livre, The Elliots, qui paraît plus tard sous le titre de Persuasion, dont elle achève la première version en juillet 1816. Peu après la publication de Emma, Henry Austen rachète à Crosby les droits de Susan. Jane, cependant, se voit contrainte de repousser la mise sous presse de ces deux livres par suite des difficultés financières que traverse sa famille. La banque de Henry fait faillite en mars 1816, ce qui entraîne la perte de tous ses biens, le laisse lourdement endetté et lèse également ses frères Edward, James et Frank. Désormais, Henry et Frank ne peuvent plus allouer à leur mère et leurs sœurs la somme annuelle qu'ils leur versaient,.

### Maladie et mort

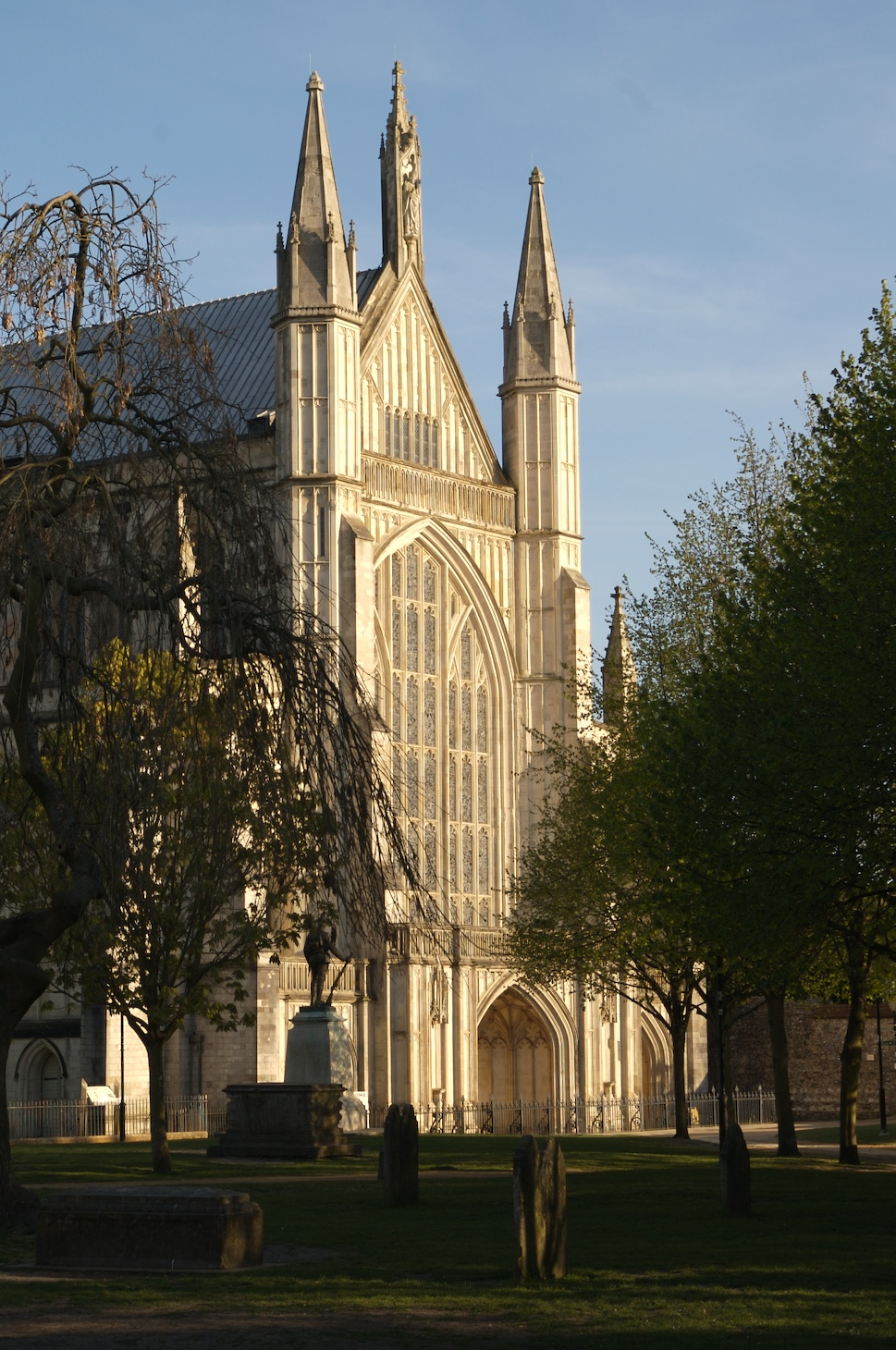
Jane Austen est enterrée dans la cathédrale de Winchester.

Tôt dans l'année 1816, la santé de Jane Austen commence à se dégrader. Au début, elle ne tient pas compte de la maladie et continue à travailler et à participer aux activités de la famille. Vers le milieu de l'année, ni elle ni son entourage ne peuvent plus douter de la gravité de son état, qui se détériore peu à peu, avec des accès et des rémissions. Elle meurt en juillet de l'année suivante. La majorité des biographes s'appuient sur le diagnostic rétrospectif que le Dr Vincent Cope s'est efforcé de porter en 1964, et qui attribue la mort de Jane Austen à la maladie d'Addison, une insuffisance surrénalienne causée à cette époque par la tuberculose. D'autres auteurs ont aussi suggéré que Jane Austen souffrait de la maladie de Hodgkin à la fin de sa vie.
Jane Austen continue à travailler pratiquement jusqu'à sa fin. Insatisfaite du dénouement de The Elliots, elle réécrit les deux chapitres de conclusion, qu'elle termine le 6 août 1816. En janvier 1817, elle commence un nouveau roman, qu'elle intitule The Brothers (Les Frères), titre qui devient Sanditon lors de sa première parution en 1925. Elle en achève douze chapitres avant d'arrêter la rédaction à la mi-mars 1817, vraisemblablement parce que la maladie l'empêche de poursuivre sa tâche. Jane évoque son état de manière désinvolte auprès de son entourage, parlant de « bile » et de « rhumatisme », mais elle éprouve de plus en plus de difficultés à marcher et peine à se consacrer à ses autres activités. À la mi-avril, elle ne quitte plus son lit. En mai, Henry accompagne Jane et Cassandra à Winchester pour un traitement médical. Jane Austen meurt le 18 juillet 1817, à l'âge de 41 ans. Grâce à ses relations ecclésiastiques, Henry fait en sorte que sa sœur soit enterrée dans l'aile nord de la nef de la cathédrale de Winchester. L'épitaphe composée par James loue ses qualités personnelles, exprime l'espoir de son salut et mentionne les « dons exceptionnels de son esprit » (« the extraordinary endowments of her mind »), sans faire explicitement état de ses réalisations d'écrivaine,.

### Publication posthume
Après la mort de leur sœur, Cassandra et Henry Austen conviennent avec Murray de la publication regroupée de Persuasion et de Northanger Abbey en décembre 1817. Henry écrit pour l'occasion une Note biographique qui, pour la première fois, identifie sa sœur comme l'autrice des romans. Claire Tomalin décrit cette note comme un éloge funèbre plein d'affection et rédigé avec soin. Les ventes sont bonnes pendant un an — seuls, 321 exemplaires restent invendus à la fin de 1818 — puis déclinent. Murray se débarrasse du reliquat en 1820, et les romans de Jane Austen ne sont plus réédités pendant douze ans,. En 1832, l'éditeur Richard Bentley rachète le reliquat de tous les droits et, à compter de décembre 1832 ou janvier 1833, les fait paraître en cinq volumes illustrés dans le cadre de sa série dite Romans classiques (Standard Novels). En octobre 1833, il publie la première édition complète. Depuis, les romans de Jane Austen ont été constamment réédités.
Toutefois, le texte complet de Sanditon, son dernier roman resté inachevé, n'est publié qu'en 1925, selon la version établie d'après le manuscrit par R. W. Chapman.

## Œuvres

### Juvenilia
| Juvenilia – Volume the First - Frederic & Elfrida - Jack & Alice - Edgar & Emma - Henry and Eliza - The Adventures of Mr. Harley - Sir William Mountague - Memoirs of Mr. Clifford - The Beautifull Cassandra - Amelia Webster - The Visit - The Mystery - The Three Sisters - A beautiful description - The generous Curate - Ode to Pity | Juvenilia – Volume the Second - Love and Friendship - Lesley Castle - The History of England - A Collection of Letters - The female philosopher - The first Act of a Comedy - A Letter from a Young Lady - A Tour through Wales - A Tale Juvenilia – Volume the Third - Evelyn - Catharine, or the Bower |

### Pièce de théâtre
- Sir Charles Grandison, or, The happy man: a comedy in five acts (Sir Charles Grandison, ou l'Homme heureux, comédie en cinq actes[69]). Cette pièce de théâtre, qui parodie l'œuvre de Samuel Richardson, est commencée dès le début des années 1790, et Jane Austen, après l'avoir abandonnée pour un temps, y travaille jusqu'à son achèvement, en 1800.

### Romans mineurs ou inachevés
- Lady Susan
- The Watsons (roman inachevé, abandonné par l'autrice)
- Sanditon (roman inachevé, interrompu par la mort de l'autrice).

### Romans majeurs
- Sense and Sensibility (1811)
  - Traductions françaises : Raison et Sensibilité, ou les Deux Manières d'aimer, 1815 ; Raison et Sensibilité, 1945 ; Marianne et Elinor, 1948 ; Le Cœur et la Raison, 1948 ; Raison et Sentiments, 1979 ; Le Cœur et la Raison, 2000. Le titre a aussi été traduit en Bon Sens et Sentimentalité[147].
- Pride and Prejudice (1813)
  - Traductions françaises : Orgueil et Prévention, 1821 ; Orgueil et Préjugé, 1822[148] ; Orgueil et Parti pris[147] ; Les Cinq Filles de Mrs Bennet, 1932 ; Orgueil et Préjugés, 1946 ; Orgueil et Préjugé (de nouveau), 2000 ; Orgueil et Préjugés, 2007 ; Orgueil et Préjugés, 2010 ; Orgueil et Préjugés, 2011.
- Mansfield Park (1814)
  - Traduction française : Le Parc de Mansfield, ou les trois Cousines, 1816[148] ; Mansfield Park, 1945 ; Mansfield Park, 1980 ; Mansfield Park (Pléiade 2013), réédité en 2014 en Folio Mansfield Park.
- Emma (1816)
  - Traduction française : La Nouvelle Emma, ou les Caractères anglais du siècle, 1816[148] ; Emma, 1933 ; Emma, 1946 ; Emma, 1979 ; Emma, 1997 : Emma, 2013.
- Northanger Abbey (1818) posthume
  - Traduction française : L'Abbaye de Northanger, 1824[148] ; Catherine Morland, 1898 ; Northanger Abbey, 1980 ; L'Abbaye de Northanger, 2000.
- Persuasion (1818) posthume
  - Traduction française : La Famille Elliot, ou l'ancienne inclination, 1821[148] ; Persuasion, 1882 ; Persuasion, 1945 ; Persuasion, 2011 ; Persuasion, 2013.

## Analyse de l'œuvre

### Influences reçues

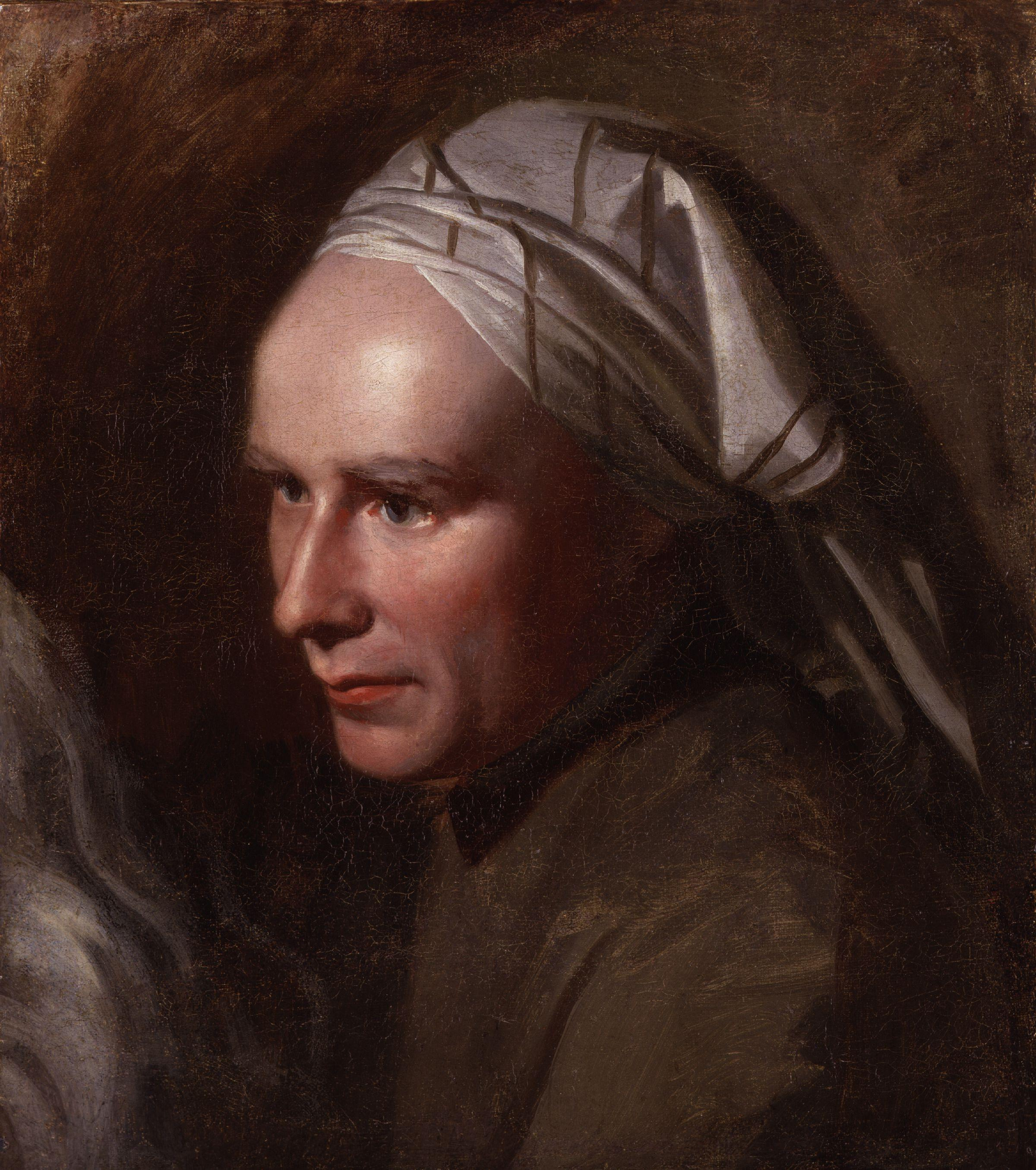
Portrait de William Cowper, attribué à George Romney.

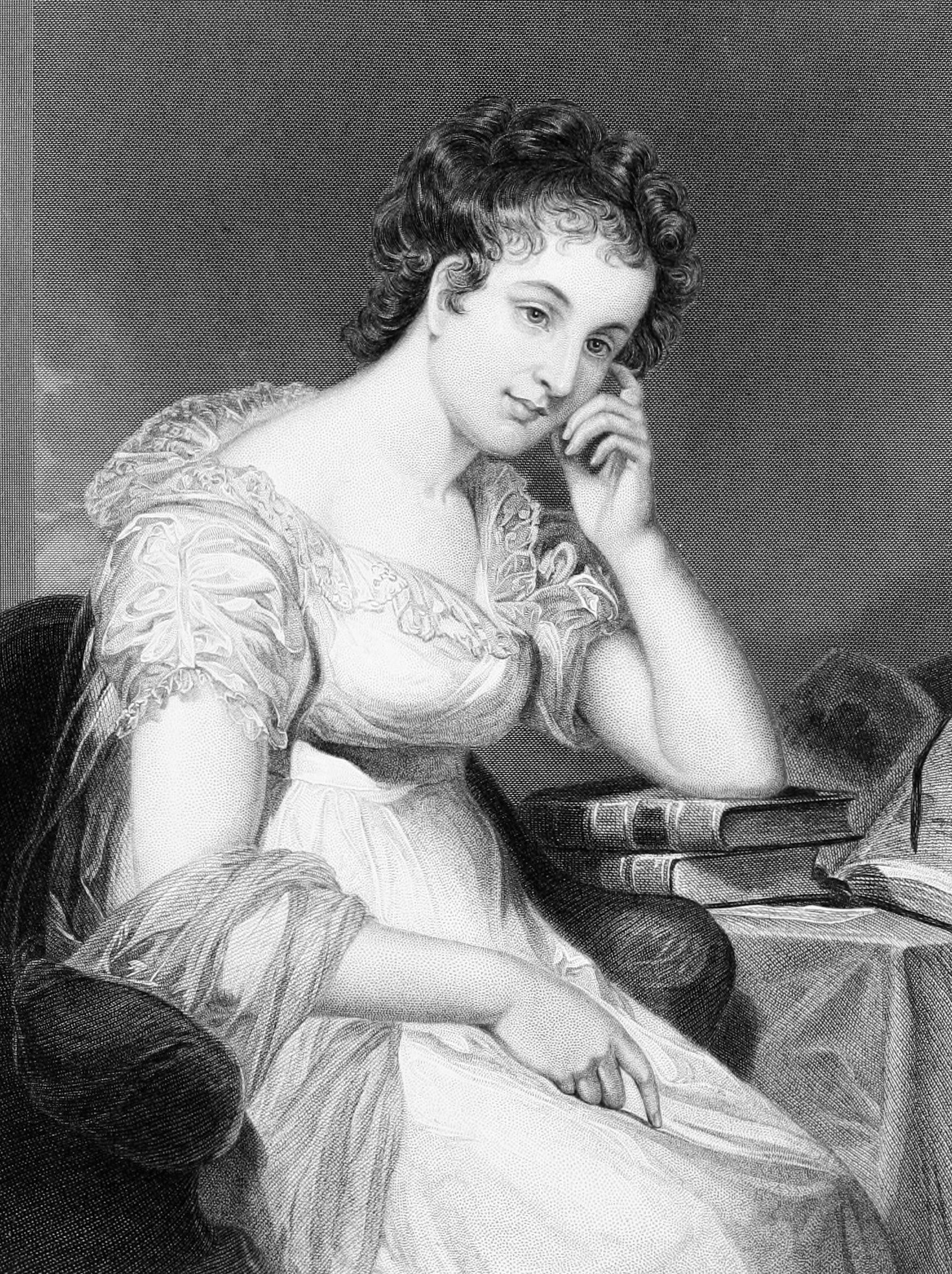
Portrait de Maria Edgeworth.

#### Cadre familial
La première influence exercée sur Jane Austen est celle de sa famille. Comme tous ses frères et sœur, elle est encouragée par son père, George Austen, à se familiariser avec les grands auteurs. Dans la bibliothèque paternelle elle découvre les poèmes de Pope et de Shakespeare, les essais d'Addison et de Johnson, les romans de Fanny Burney, de Fielding, de Sterne, et de Richardson, ou encore les œuvres de William Cowper. Cet apprentissage littéraire est complété par les lectures paternelles à la veillée, incluant des romans comme The Midnight Bell de Francis Lathom, dont le souvenir se retrouve au chapitre VI de Northanger Abbey, dans la bouche d'Isabella Thorpe. Outre l'influence déterminante de son père, Jane Austen a devant elle l'exemple de sa mère, Cassandra Leigh : celle-ci écrit en effet des poèmes humoristiques, et brille par sa conversation qui dénote « une imagination très vive » et un sens marqué de l'épigramme.
C'est aussi pendant ces séances du soir que s'affûte l'art du dialogue de Jane Austen. Lorsqu'elle en vient à lire ses premiers romans à haute voix, elle peut mesurer son style à celui d'auteurs tels que Richardson ou Fielding.
Enfin, ces réunions familiales lui procurent l'occasion d'exercer son humour avec ses frères qui, comme elle, ne manquent pas d'esprit. Edward, de caractère jovial, Henry, toujours optimiste, même devant les échecs professionnels, James aussi, l'aîné, pourtant de caractère plus grave, tous se livrent à de joyeux échanges verbaux qui égayent la maisonnée, auxquels Francis et surtout Charles l'espiègle, « notre petit frère adoré », donnent hardiment la réplique.

#### Auteurs marquants

##### Fanny Burney
Fanny Burney (1752-1840) partage avec Jane Austen le sens du picaresque féminin et du bizarre, lui révèle les possibilités du discours indirect libre et aborde certains thèmes « féministes » que Jane Austen reprendra. Dans Northanger Abbey Jane rend un hommage appuyé à cette aînée : en effet, les romans de Fanny Burney, Camilla, Evelina, Cecilia, ou The Wanderer critiquent l'hypocrisie de la société patriarcale car on y voit leurs personnages masculins opprimer les femmes qu'ils sont censés protéger.
Enfin, Jane Austen est redevable à Fanny Burney du titre de Pride and Prejudice, tiré d'une phrase du Dr Lyster à la fin de Cecilia ; les deux romans se ressemblent d'ailleurs, aussi bien par leurs personnages que par leur intrigue.

##### Samuel Richardson

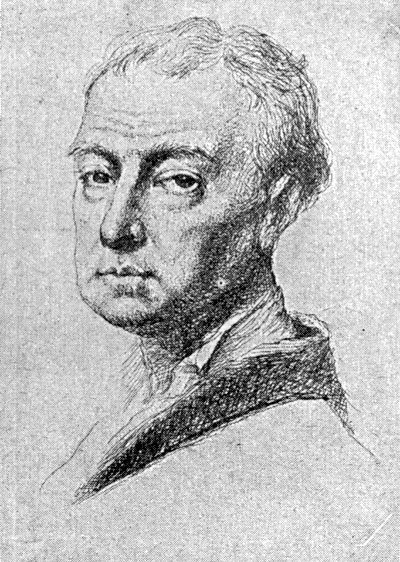
Portrait de Samuel Richardson.

Samuel Richardson a eu une influence considérable sur Jane Austen, qui avait lu et relu The History of Sir Charles Grandison. Certaines scènes de Mansfield Park (Fanny à Portsmouth) évoquent l'héroïne de son roman Clarissa, dont l'angoisse préfigure celle de Fanny.
Paradoxalement, Jane Austen se livre à une satire du sentimentalisme de Richardson et en même temps se réfère constamment à lui. Chaque fois qu'elle met en chantier un nouveau roman, elle retourne à Sir Charles Grandison. C'est qu'en effet, elle apprécie pleinement les vertus de Richardson, tout en portant sur ses défauts les critiques les plus acérées.
L'influence directe de Sir Charles Grandison est visible dans des personnages de séducteurs comme Willoughby (Sense and Sensibility) ou Wickham (Pride and Prejudice), qui rappellent le capitaine Anderson, ce parvenu qui courtise Charlotte Grandison.
Mansfield Park, quant à lui, doit peut-être son titre à Mansfield-house, qui apparaît dans Sir Charles Grandison. Au-delà du titre, l'intrigue de Mansfield Park évoque celle de Sir Charles Grandison par le conflit qui y apparaît entre amour et conviction religieuse, et par son héroïne, délaissée au début du roman par celui qui la choisira plus tard.

##### Samuel Johnson

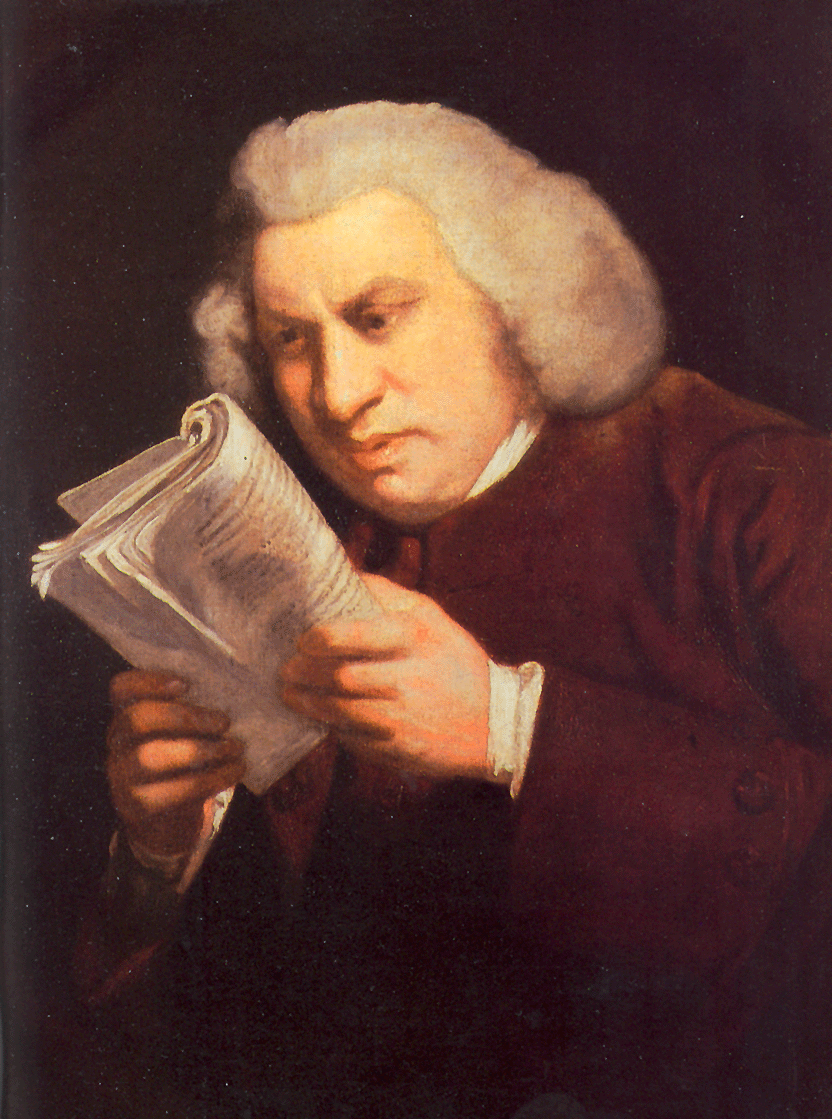
Portrait de Samuel Johnson, par Sir Joshua Reynolds, vers 1775.

Le Dr Johnson, cher à Jane Austen, lui inspire le stoïcisme et la force d'âme que l'on rencontre dans certains de ses personnages, comme les héros de la Royal Navy dépeints dans Persuasion. De plus, cet auteur admiré de toute l'élite intellectuelle anglaise, ne peut que fasciner, même inconsciemment, une écrivaine débutante. Comme l'a montré Peter L. de Rose, ses conseils sans cesse publiés et son éthique ont influencé le style à la fois serein et mordant de Jane Austen.
Dans l'écriture de Jane Austen, le curieux mélange de remarques sardoniques s'entrecroisant avec un évident souci moral a intrigué des critiques tels que A. C. Bradley (un éminent commentateur de Shakespeare), qui voit en Jane Austen « une moraliste doublée d'une humoriste » profondément marquée par Samuel Johnson (a moralist cum humorist deeply influenced by Samuel Johnson).

##### Henry Fielding

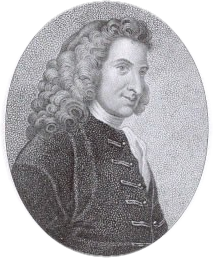
Portrait d'Henry Fielding.

Jane Austen partage avec Henry Fielding le goût de la parodie, comme celle que constitue Shamela (1741) où Fielding, sous un pseudonyme, tourne en dérision le Paméla ou la Vertu récompensée de son contemporain Richardson. Parmi les auteurs que Jane Austen prend ainsi pour cible figure Oliver Goldsmith (l'esprit parodique de Jane Austen est développé plus en détail ci-dessous). La romancière emprunte aussi à Henry Fielding certains types de personnages de la société anglaise. Elle a lu Tom Jones, sans rencontrer d'objections de son père pasteur, bien que l'intrigue y mette en scène des prostituées. Il est vrai que Tom Jones fait aussi le portrait moralement avantageux d'un squire vertueux, parrain (dont on apprend à la fin de l'histoire qu'il est aussi oncle) du jeune Tom, héros de ce roman picaresque. Le squire est un personnage récurrent dans les romans de Jane Austen.
L'influence de Henry Fielding se fait également sentir dans certains personnages imaginés par Jane Austen : Mrs Jennings (Sense and Sensibility), John Thorpe (Northanger Abbey) ou l'amiral Croft de Persuasion, dont la vulgarité, le comportement mal dégrossi et le caractère entier sont bien représentatifs de sa veine satirique. De même, dans Pride and Prejudice, l'intrigue développée autour du personnage de George Wickham et son comportement indigne vis-à-vis de Darcy ont été inspirés à Jane Austen par les actes malveillants de Master Blifil à l'égard du héros racontés dans Tom Jones.

##### Charlotte Lennox

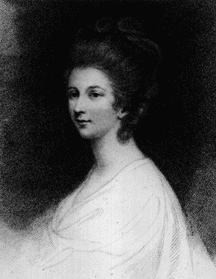
Portrait de Charlotte Lennox, l'autrice de The Female Quixotte (1730-1804).

Le sens du burlesque, de l'humour décalé, est caractéristique de Jane Austen, depuis ses Juvenilia. On peut y voir l'influence de Charlotte Lennox et de son livre The Female Quixotte, paru en 1752 et évoqué en 1808 par Jane Austen dans une lettre à Cassandra. Dans son Covent Garden Journal, Henry Fielding fait l'éloge de ce roman qui connaît un vif succès à la fin du XVIIIe siècle puisqu'il est successivement traduit en allemand (1754), en français (1773) et en espagnol (1808).
L'influence de cette transposition féminine du Don Quichotte de Cervantès chez Jane Austen est palpable notamment dans son Northanger Abbey où le sentiment d'horreur et de terreur contraste avec le ridicule de ses héroïnes aux émotions enflammées. L'Isabella Thorpe de Jane Austen rappelle l'héroïne du livre de Charlotte Lennox, Arabella, et son caractère exagérément romanesque, son exaltation et sa propension aux fantasmes ; Arabella rêve en effet d'être capable de tuer d'un regard, et d'amener ceux qui la courtisent à souffrir mille morts pour elle.

##### Autres influences

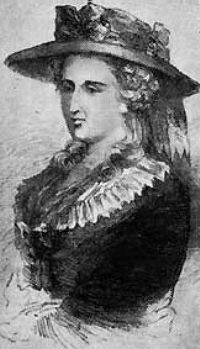
Ann Radcliffe, qui règne sur le roman gothique du XVIII.

Elles sont nombreuses, car Jane Austen lit beaucoup, et toute sa vie (ainsi, à Chawton, elle est inscrite à un club de lecture) ; de plus, ses talents d'imitatrice lui permettent de s'approprier sans effort les éléments stylistiques de tel ou tel auteur.
Dans The Short Oxford Dictionary of English Literature, Andrew Sanders écrit en 1996 que, selon son premier biographe, Jane Austen était « une admiratrice du Dr Johnson en prose, de Crabbe en poésie et de Cowper pour les deux » (« an admirer of Dr Johnson in prose, Crabbe in verse and Cowper in both »). La même autrice rapporte que dans sa jeunesse, elle adulait George Crabbe au point de plaisanter en disant que, si elle se mariait un jour, « elle se verrait bien en Mrs Crabbe » (she could fancy being Mrs Crabbe).
Parmi ses autres sources d'inspiration, il faut encore citer Ann Radcliffe et son Udolpho, ne serait-ce que pour la parodie de Northanger Abbey, sous les traits de la très imaginative Catherine Morland ; Oliver Goldsmith, l'auteur du célèbre Vicar of Wakefield (Le Curé de Wakefield), personnage dont elle est aussi familière
Parmi les auteurs plus récents, on trouve également Sir Walter Scott, Thomas Campbell, Robert Burns (cité dans Sanditon), Maria Edgeworth (avec, en particulier, Belinda), ou même le jeune William Wordsworth qui accorde tant d'importance aux choses de la nature et professe, dans sa préface des Lyrical Ballads (2e édition, 1800), qu'il ne s'intéresse qu'au parler simple et s'exprime dans la langue du peuple, surtout celui des campagnes. Pour autant, les personnages importants de Jane Austen sont cultivés, qu'ils soient hommes ou femmes, et exigent que le lecteur le soit lui aussi.
Cela dit, Wordsworth, qui a beaucoup dénigré la poésie de Crabbe, en qui il voyait un rival, s'est risqué à la comparer à l'œuvre de Jane Austen. Ses romans, concédait-il, étaient « une copie admirable de la vie » (an admirable copy of life), mais il affirmait ne pouvoir s'intéresser à « des productions de cette sorte » (productions of that kind), parce que, « à moins que la vérité de la nature ne lui fût présentée, pour ainsi dire, clarifiée par la pleine lumière de l'imagination » (unless the truth of nature were presented to him clarified, as it were, by the pervading light of imagination), « elle ne saurait exercer que bien peu d'attrait à ses yeux » (it had scarce any attraction in his eyes).

### Style et structure narrative

#### Humour et ironie
Sans doute le premier aspect qui frappera le lecteur découvrant les romans de Jane Austen sera-t-il son humour – dont elle use pour dégonfler (« debunk ») la vanité prétentieuse de ses personnages – et son style pétillant. La gaieté, cependant, la légèreté, ces traits d'esprit souvent inattendus s'entremêlent parfois à une ironie plus mordante.
Chaque roman est ainsi parsemé de notations rapides, certaines relevant d'un humour décalé, comme inconscient, qui n'en réjouit que plus le lecteur. Ainsi, dès les premières pages de Persuasion, Elizabeth Elliot, fille ainée de Sir Walter Eliott, baronnet à la fortune chancelante, réfléchit aux moyens de faire face aux très sérieuses difficultés financières de la famille :
« Elizabeth had (…) set seriously to think what could be done, and had finally proposed these two branches of economy, to cut off some unnecessary charities, and to refrain from new furnishing the drawing-room; to which expedients she afterwards added the happy thought of their taking no present down to Anne, as had been the usual yearly custom. »
« Elizabeth s'était mise (…) à réfléchir sérieusement à ce que l'on pouvait faire, et avait finalement proposé ces deux axes d'économies : supprimer quelques dons inutiles à des œuvres de charité, et s'abstenir de changer le mobilier du salon ; à ces expédients, elle ajouta plus tard l'heureuse idée de ne plus offrir de cadeau à Anne, comme cela avait été la coutume chaque année. »
Dans son essai de 1952, Jane Austen: Irony as Defense and Discovery (Jane Austen : l'ironie comme instrument de défense et de découverte), Marvin Mudrick voit dans l'ironie de Jane Austen « une défense contre ses sentiments, et le signe révélateur de l'étroitesse et de l'amertume de sa vie de vieille fille », thèse quelque peu battue en brèche par l'omniprésence de l'ironie depuis les Juvenilia, et par l'analyse de B. C. Southam, pour qui on ne trouve nulle trace d'amertume dans les romans de Jane Austen. Cela dit, dans un deuxième temps, l'essai montre que la démarche ironique se fait aussi instrument de découverte, par lequel l'autrice invite le lecteur à s'interroger sur le sens de ce qu'elle écrit et, du coup, à interpréter plus finement la réalité et les interactions entre les personnages.

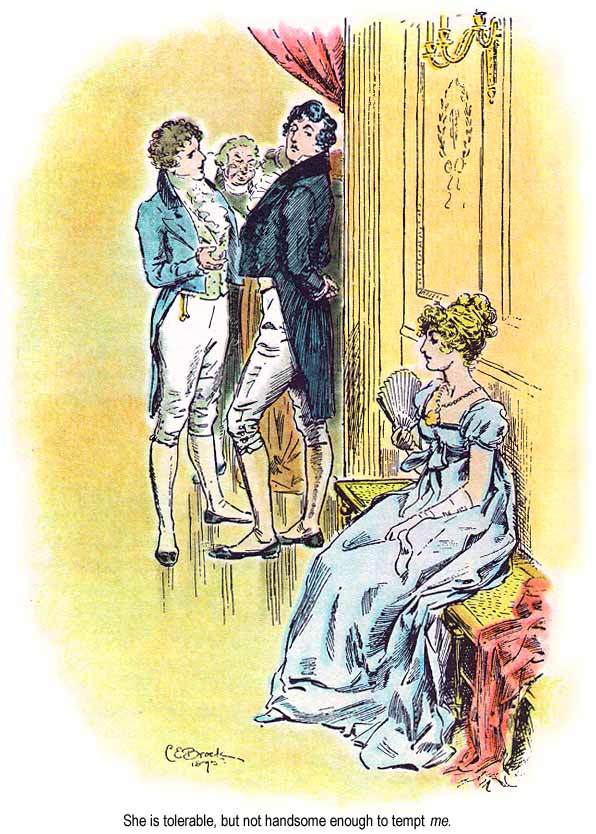
« Elle est passable, mais pas assez belle pour me charmer », dit Mr. Darcy, le célibataire le plus fortuné de la contrée (Pride and Prejudice, C. E. Brock, 1895).

Un exemple classique en est la phrase qui ouvre Pride and Prejudice : « It is a truth universally acknowledged, that a single man in possession of a good fortune, must be in want of a wife » (« c'est une vérité universellement reconnue qu'un célibataire à la tête d'une belle fortune est forcément en quête d'une épouse ») ; car, derrière l'apparence, se niche l'invitation à prendre conscience que les filles à marier recherchent des hommes fortunés, ce que précise, d'ailleurs, la suite du paragraphe : « This truth is so well fixed in the minds of the surrounding families, that he is considered as the rightful property of some one or other of their daughters » (« Cette vérité est si bien ancrée dans l'esprit des familles des alentours qu'il [l'homme fortuné] est considéré comme la propriété légitime de l'une ou l'autre de leurs filles »).
Il arrive que l'humour, prenant alors la forme du trait d'esprit, se fasse plus méchant (wicked wit), voire choquant, tel que l'atteste l'une des lettres qu'elle écrit à Cassandra :
« Mrs Hall, of Sherborne, was brought to bed yesterday of a dead child, some weeks before she expected, owing to a fright. I suppose she happened unawares to look at her husband. »
« Mrs Hall, de Sherborne, a accouché hier d'un enfant mort-né, quelques semaines avant la date prévue, à la suite d'une grande frayeur. J'imagine que, sans y prendre garde, elle aura regardé son mari. »
On a pu voir dans cet humour, sombre et quelque peu inconvenant, une défense contre la dureté de la condition féminine (trois de ses belles-sœurs meurent en couches). Cependant, si Jane Austen apparaît auprès de ses vingt-quatre neveux et nièces comme good quiet Aunt Jane (« Tante Jane, si bonne et si tranquille »), elle s'avère en réalité une redoutable observatrice de la société qui l'entoure, n'hésitant guère à stigmatiser les défauts de ses contemporains et ne dédaignant pas de choquer.

#### Parodie

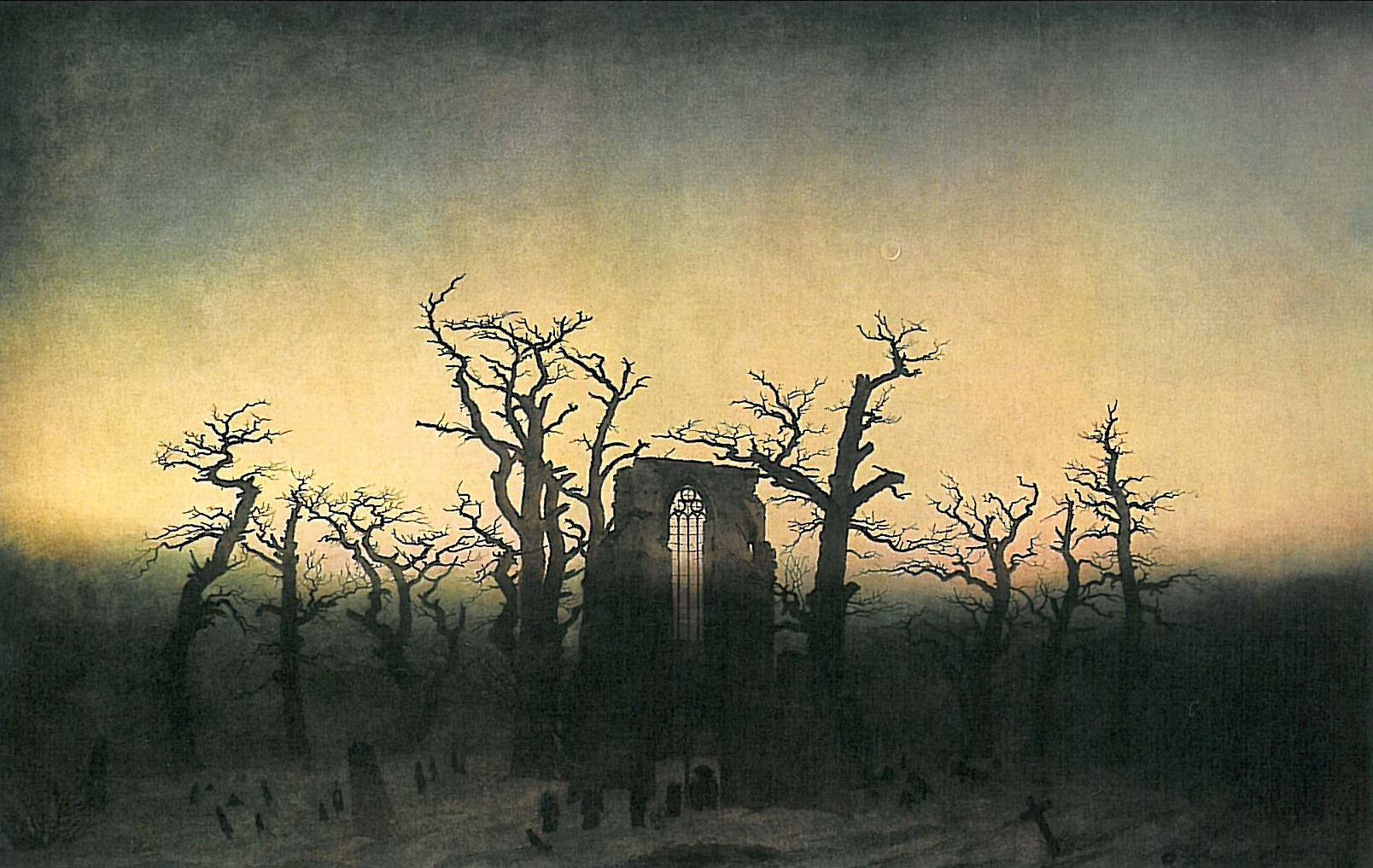
Abbaye gothique en ruine. Peinture de Caspar David Friedrich, vers 1809-1810.

Jane Austen — comme Henry Fielding et son Shamela, ou Charlotte Lennox et The Female Quixotte — aime à saisir les travers des autres écrivains, ou les exagérations de leur style, qu'elle parodie alors avec bonheur.
Dès ses Juvenilia, elle se moque ainsi du style d'Oliver Goldsmith, avec L'Histoire de l'Angleterre, où elle parodie sans pitié L'Histoire de l'Angleterre depuis les premiers âges jusqu'à la mort de Georges II. Love and Freindship est un autre exemple du goût précoce de la parodie chez Jane Austen, où elle se moque des romans épistolaires de l'époque, lyriques, romanesques, vrais contes de fée où tout se termine bien ; chez Jane Austen, au contraire, tout se passe mal, comme le laisse d'ailleurs comprendre le sous-titre de ce petit roman, « Trompé en amitié et trahi en amour » (Deceived in Freindship and Betrayed in Love).
Les romans de l'âge adulte abandonnent la parodie pure pour créer leur propre univers. Cependant, Northanger Abbey est bien, au moins par moments, une parodie du roman gothique, même si l'on y retrouve les aspects propres aux œuvres de la maturité de Jane Austen. Le sens parodique de Jane Austen s'exprime en forçant le trait, en exagérant tout ce qui, dans les romans gothiques qu'elle prend pour cible, lui semble ridicule, notamment les intrigues tordues de façon invraisemblable ou les conventions romanesques particulièrement rigides.
Dans un esprit bien différent que celui de la recherche d'un effet comique, Jane Austen se sert de la parodie, selon certaines critiques littéraires féministes, pour révéler comment les romans sentimentaux tout comme les romans gothiques déforment la façon dont les femmes vivent leur vie, en les poussant à épouser le monde imaginaire qu'elles y ont trouvé. Comme l'expliquent Susan Gubar et Sandra Gilbert, critiques littéraires féministes, dans leur ouvrage essentiel de 1979, The Madwoman in the Attic (La Folle du grenier), Jane Austen se moque des « clichés romanesques, tels que le coup de foudre, la primauté de la passion sur tout autre émotion ou devoir, les exploits chevaleresques du héros, la vulnérabilité délicate de l'héroïne, le dédain affiché par les amoureux [vis-à-vis] de toute considération financière et le cruel manque de tact des parents »,.

#### Famille Austen

Les enfants des frères de Jane Austen, James, Edward, Francis et Charles (elle en a connu 24).

#### Discours indirect libre

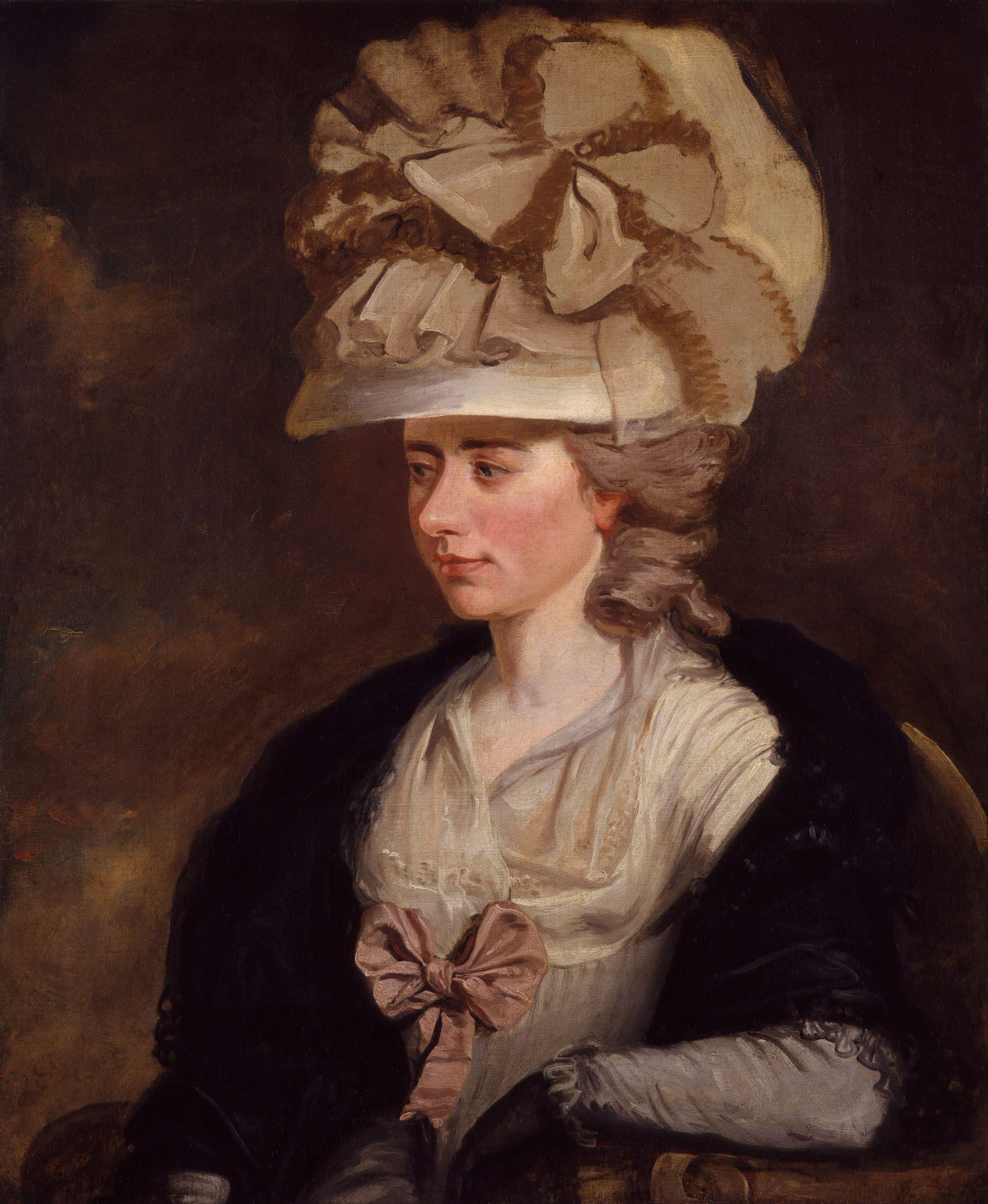
Portrait de Fanny Burney, pionnière du « discours indirect libre ». Peinture de Edward Francisco Burney, 1784-1785.

Autre caractéristique du style de Jane Austen, son recours fréquent au discours indirect libre (free indirect speech). Il s'agit d'une forme narrative dont la particularité est de ne pas utiliser de verbe de narration introductif (« parler », « dire », ou encore « penser »). La proposition subordonnée contenant l'énoncé cité se retrouvant privée de proposition principale, la voix du personnage et celle du narrateur s'enchevêtrent, de sorte qu'on ne sait trop qui parle, le narrateur ou le personnage. De plus, allégé de toute partie et ponctuation introductives, ce mode narratif confère fluidité et vivacité au récit.
Ainsi, dans Northanger Abbey, Jane Austen fait penser son héroïne Catherine Morland à voix haute, alors que son imagination endiablée métamorphose l'abbaye en un lieu ayant recelé de sombres drames, à l'instar des extravagances gothiques qu'elle apprécie tant :
« (…) Catherine's blood ran cold with the horrid suggestions which naturally sprang from these words. Could it be possible? Could Henry's father —? And yet how many were the examples to justify even the blackest suspicions! (…) »
« (…) Le sang de Catherine se glaça à l'idée des horribles implications qu'évoquaient tout naturellement ces mots. Était-ce possible ? Le père de Henry avait-il pu … ? Et pourtant, qu'ils étaient nombreux les exemples justifiant jusqu'aux soupçons les plus noirs ! (…) »
Cette forme narrative, comme le rappelle Margaret Anne Doody, a été introduite dans la littérature anglaise par Fanny Burney et quelques autres autrices de la fin du XVIIIe siècle, dont Jane Austen a ainsi recueilli l'héritage.
Ce free indirect speech, (discours indirect libre), par son fil que n'interrompt plus le narrateur, a pu être perçu comme une forme d'ironie, dans la mesure où l'autrice fait semblant d'adhérer aux propos du personnage ; à l'inverse, on peut aussi y voir une marque de sympathie, et d'invitation à l'empathie du lecteur. Le ton ironique est évident dans Northanger Abbey, où Jane Austen laisse libre cours à l'imagination juvénile de Catherine Morland, mais son usage se fait plus complexe dans les autres romans. Ainsi, dans Emma, quand les pensées de l'héroïne sont rapportées par ce procédé, Jane Austen entend alors mettre en lumière la redoutable délectation qu'éprouve Emma à manipuler ses proches pour assurer leur bonheur.
Armée des prémices dont elle a hérité, Jane Austen apparaît donc comme la première écrivaine à avoir donné au discours indirect libre la fonction de représenter le « moi » dans l'instantanéité du vécu (to represent the lived self in the moment).

#### Réalisme
Si le réalisme est la transcription verbale des perceptions, alors Jane Austen pose problème. Comme le constate Norman Page, ses romans « brillent par l’absence de mots se référant à la perception physique, au monde de la forme, de la couleur et de réactions sensorielles. » (« conspicuous absence of words referring to physical perception, the world of shape and colour and sensuous response »), ce qui implique qu'ils n'ont pas d'épaisseur physique. Janet Todd, cependant, écrit que Jane Austen crée une illusion de réalisme par l'identification avec les personnages et aussi parce que ces derniers sont rounded, c'est-à-dire « pourvus d'épaisseur », avec une histoire et une mémoire. Cette profondeur des personnages, là encore, ne fait pas l'objet d'un consensus. Marilyn Butler, par exemple, dénie à Jane Austen la qualification de « réaliste », pour la raison qu'elle ne se préoccupe pas de la psychologie de ses héroïnes, préférant les utiliser à des fins de polémique pour critiquer la « sensibilité » (sensibility). De plus, comme elle se garde du sensuel, de l'irrationnel, des écarts de l'esprit dont elle ne peut nier l'existence, elle prend le parti de ne pas les dépeindre. Les analyses de William Galperin, que rejoint celle de Pierre Goubert, tendent à recentrer le réalisme de Jane Austen autour de deux notions : la vraisemblance et l'immédiateté, qui font d'elle l'historienne du quotidien. À ce propos, dans sa conclusion, Pierre Goubert cite George Henry Lewes qui, bien qu'étant l'un des premiers à comprendre la dimension de Jane Austen, limite son réalisme à la vision, somme toute plutôt étroite, d'une femme de son temps, de sa condition, de son expérience sociale.

#### Symbolisme
Un aspect plus subtil de son œuvre est le symbolisme auquel a recours Jane Austen : tout y est symbolique, les événements, la configuration des familles, des relations sociales, et surtout, des lieux. Comme Virginia Woolf l'a observé pour la toute première fois en 1913, cette facette de son art est plus particulièrement présente dans Mansfield Park. L'aventure de la représentation théâtrale en l'absence de Sir Thomas Bertram y est en soi une hardiesse ressentie comme coupable, où l'ordonnance des places prises par les divers personnages lors des soirées annonce ou confirme leurs relations encore inconscientes. De son côté, le domaine de Sotherton comprend plusieurs enceintes déterminant chacune un lieu de possible transgression : la demeure elle-même et l'agencement de ses pièces, les marches, le jardin, le petit bois et, enfin, limite dangereuse, le fameux ha-ha au-delà duquel les jeunes gens en mal d'amour et de liberté s'aventurent, franchissant une grille fermée en bravant l'interdit de la clef, jusqu'à la butte dite oak timber knoll (« de madriers de chêne »), frontière extrême un demi mille plus loin. Ce premier franchissement des barrières préfigure d'ailleurs l'enlèvement (elopement) auquel Maria Bertram consentira plus tard, et par lequel arrivera le scandale.

### Thèmes

#### Vie sociale à l'orée duXIXesiècle

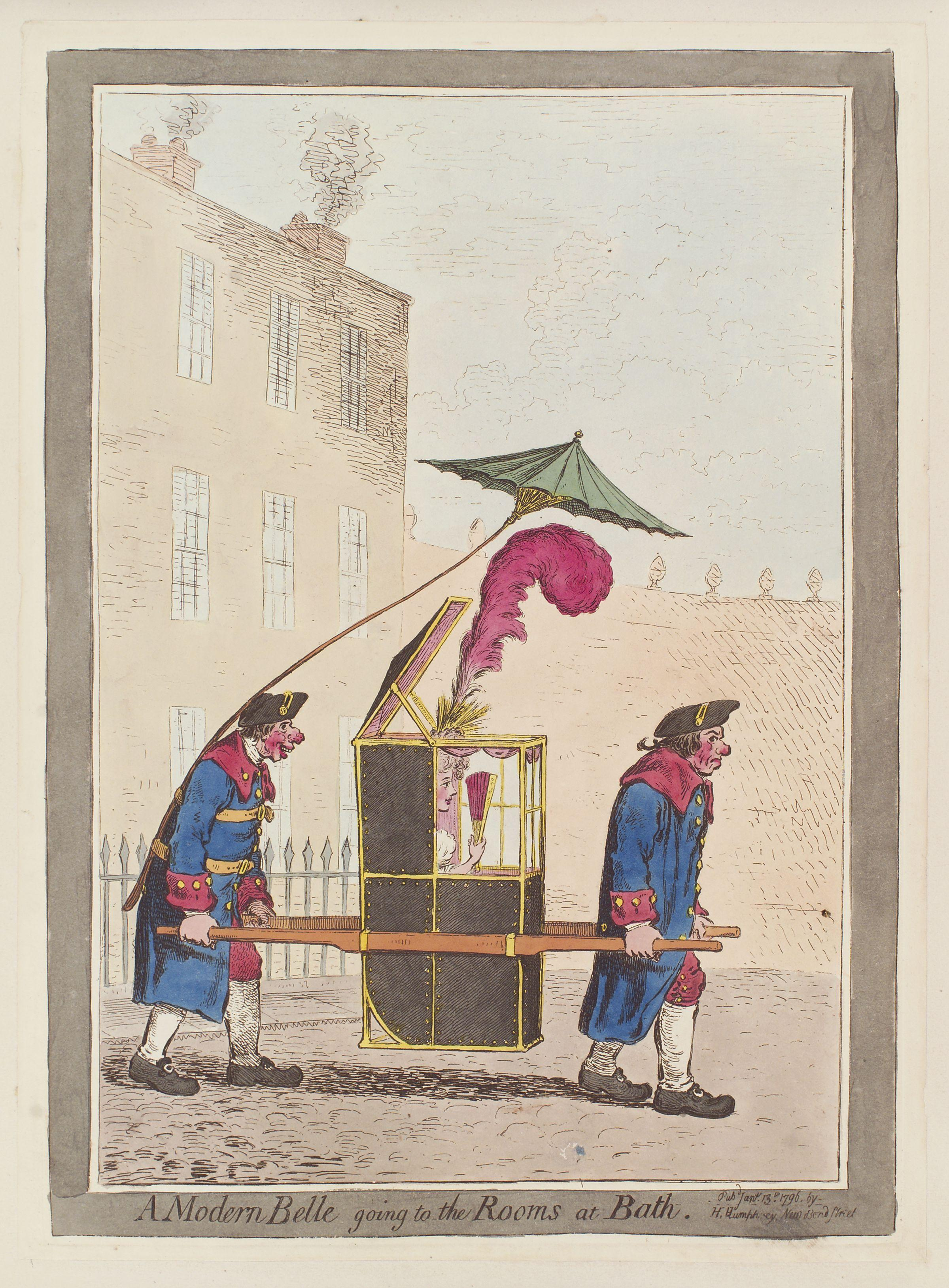
Élégante se rendant aux Assembly Rooms de Bath, décrites dans Northanger Abbey et dans Persuasion (caricature de James Gillray).

À la fin du XVIIIe siècle, les distractions d'un foyer aisé disposant de loisirs sont rares et tributaires des relations entretenues avec le voisinage. Pour les héros de Jane Austen comme pour les membres de sa propre famille, ces activités de loisir ont lieu dans les limites de distance qu'une voiture attelée peut parcourir dans la journée. C'est donc la distance séparant les lieux d'habitation qui réduit la diversité des fréquentations, surtout à la campagne.
Ainsi, les Austen sont liés à une douzaine de familles proches, comme les Digweed de Steventon, les Bigg de Manydown ou les Lefroy d'Ashe. Ensemble, on organise des dîners, des bals, des jeux de cartes, ou des parties de chasse à courre. On se réunit aussi pour de simples soirées, une demoiselle faisant montre de ses talents de pianiste ou lançant un bal improvisé.
Les temps de loisirs sont aussi adaptés en fonction de l'éloignement des villes. Dans Sense and Sensibility, on met trois jours pour aller de Barton dans le Devonshire à Londres. Il n'est donc pas question d'y passer seulement quelques jours : on y reste des semaines, voire des mois. Les voyages à Bath, une ville d'eau prisée, plutôt mondaine et un peu « snob »,, ou à Londres, la grande ville où tout est possible, deviennent des expéditions de longue durée dont le retour dépendra des circonstances.
Quand on rend visite à un parent résidant dans une autre région, on s'attarde une quinzaine, un mois, plusieurs mois, à charge de réciprocité. C'est en ces occasions de visites familiales que Jane et sa sœur Cassandra seront le plus souvent amenées à se séparer, donc à s'écrire. Telles sont la manière de vivre et les distractions constituant la toile de fond des romans de Jane Austen.

#### Mariage et condition féminine

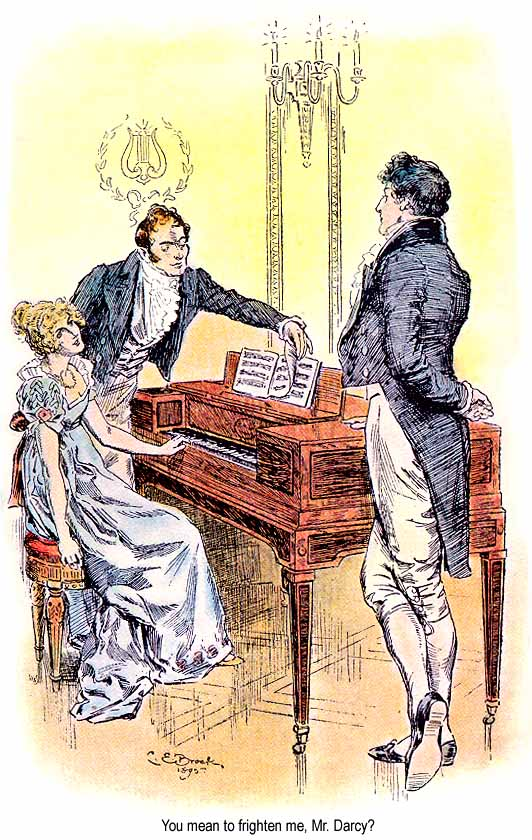
Elizabeth Bennet au piano lors d'une soirée à Rosings Park (Pride and Prejudice, chap. 31, C. E. Brock, 1895).

Le mariage — avec en arrière-plan permanent la condition féminine en Angleterre à la fin du XVIIIe siècle et au tout début du XIXe siècle — est le thème dominant et omniprésent des romans de Jane Austen, l'aboutissement, le but vers lequel tendent toutes les rencontres entre jeunes gens.
Le droit anglais ne reconnaissant pas la femme comme sujet indépendant, elle est rattachée par la loi à son époux lorsqu'elle est mariée ; elle est alors, en effet, « covered » (« couverte ») par les droits économiques et politiques reconnus à celui-ci. D'autre part, lorsqu'elle n'est pas mariée, le père ou la famille gèrent ses intérêts, comme il est d'usage selon le droit coutumier.
Au début du XIXe siècle, une femme est estimée à l'aune de sa « mariabilité » (Marriageability is the primary criterion of female value). On accorde la plus grande attention à sa beauté, mais aussi à ses accomplishments, talents d'agrément destinés à faire honneur au futur mari, le piano, le chant, le dessin et l'aquarelle, la maîtrise du français et, parfois, un peu de géographie. La liste des indispensables talents d'agrément fait d'ailleurs l'objet d'une discussion à Netherfield dans Orgueil et Préjugés.
La femme est tellement assujettie au mariage que ce n'est qu'en 1918 qu'elle obtiendra de voter aux élections législatives, et encore propose-t-on d'exclure les vieilles filles, en raison de « leur échec à attirer ou plaire à un compagnon » (they had failed « to please or attract » mates).
L'âge mûr survenant alors précocement dans la vie d'une femme, celle-ci est vite qualifiée de « vieille fille ». Anne Elliot, l'héroïne de Persuasion, est une beauté « fanée » à vingt-sept ans (her bloom had vanished early), et semble vouée au célibat.

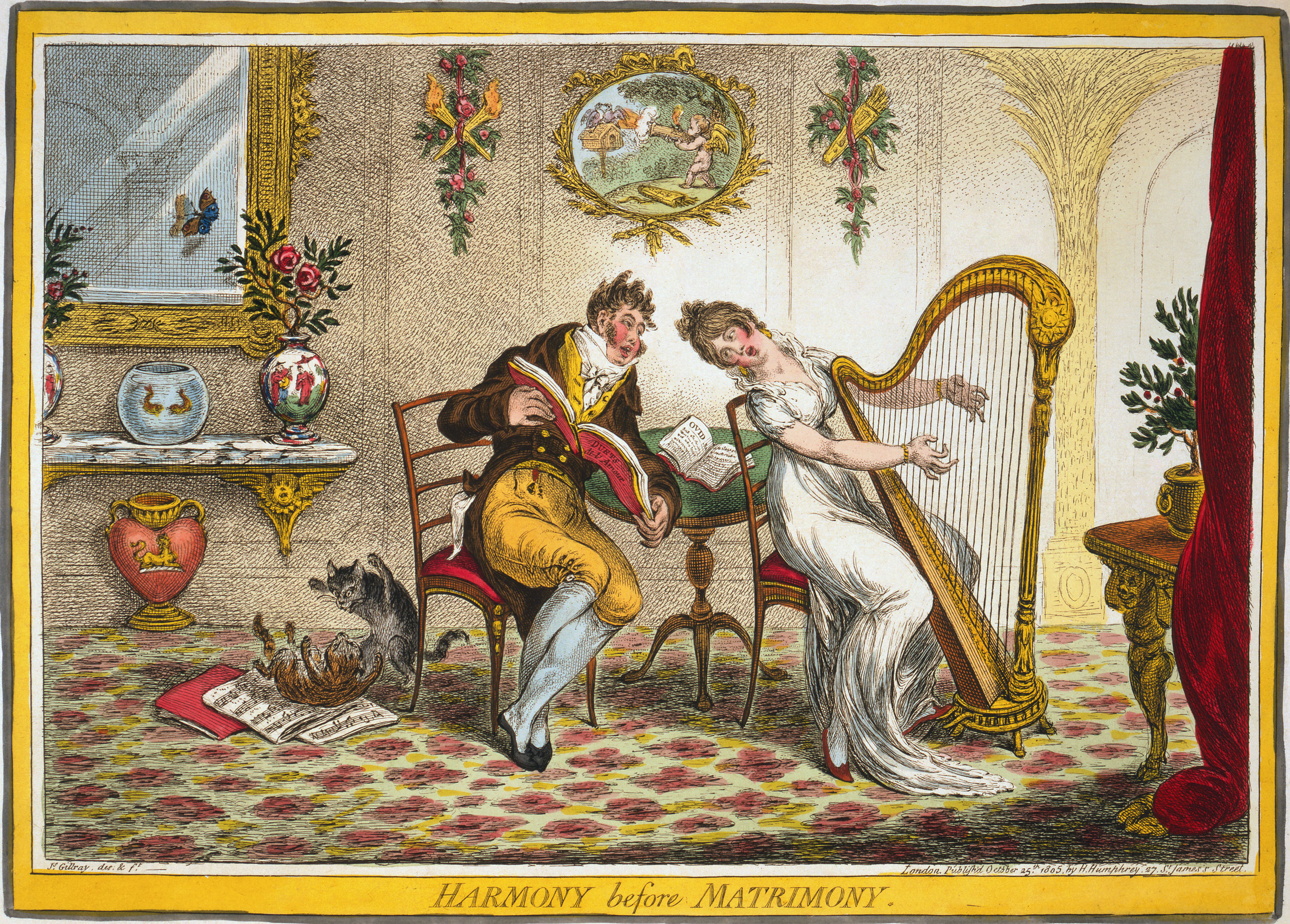
L’Harmonie avant le mariage (caricature de 1805 de James Gillray).

À trente-huit ans, Jane Austen sait qu'elle a atteint l'âge d'une dame respectable et s'en accommode sur le mode humoristique : « (…) as I leave off being young, I find many Douceurs in being a sort of Chaperon for I am put on the Sofa near the Fire & can drink as much wine as I like » (« (…) maintenant que la jeunesse m'abandonne, je trouve bien des agréments à être une sorte de chaperon, car on m'installe sur le sofa près du feu, et je peux boire autant de vin qu'il me plaît »). Si Jane Austen reçoit l'aide de ses frères et, dans une moindre mesure, jouit des revenus de ses romans, nombre de « vieilles filles » sont moins privilégiées et peinent à subvenir à leurs besoins car peu de professions leur sont accessibles.
De plus, les femmes peuvent se voir désavantagées par la transmission du patrimoine parental. Bien souvent, des clauses testamentaires prévoient que la fortune de la famille ira à un héritier mâle, peut-être un lointain cousin. Les filles de la famille se trouvent alors déshéritées, voire chassées de leur logis à la mort de leur père. De telles dispositions sont implicites dans plusieurs romans de Jane Austen comme Pride and Prejudice, où la pratique de l'entail est expliquée au chapitre XIII, Persuasion et Sense and Sensibility.
Il n'est guère étonnant dans de telles conditions que Mrs Bennet, dans Pride and Prejudice, ait pour premier souci, quasi obsessionnel, de « bien marier » ses cinq filles.

#### Critique sociale et féminisme

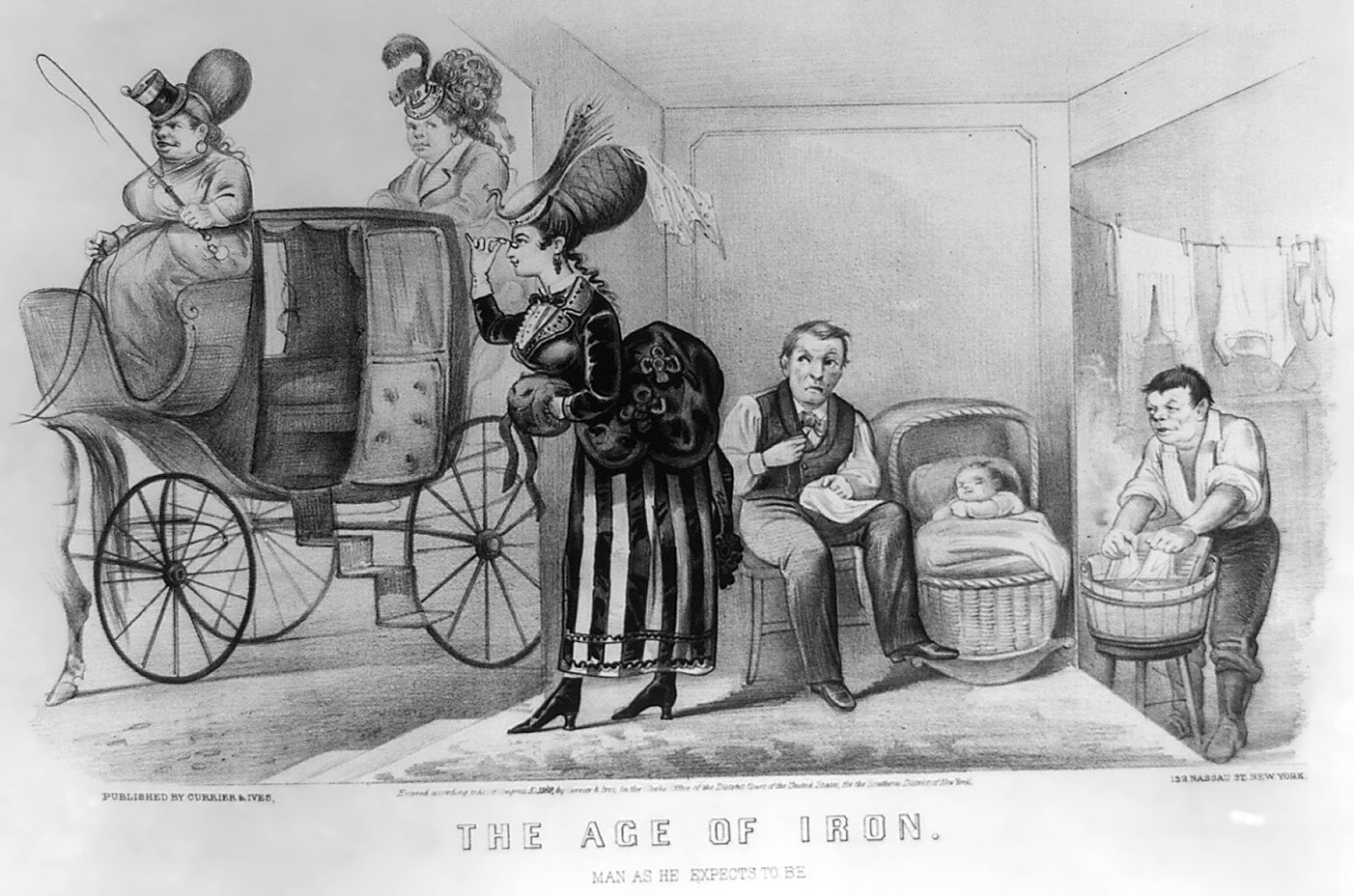
Caricature anti-féministe du XIXe siècle, faisant craindre le pire en cas d'émancipation de la femme.

La condition de la femme et ses difficultés sociales expliquent la focalisation de l'attention des critiques sur le versant « féministe » de l'œuvre de Jane Austen.
C'est ainsi que Northanger Abbey, en plus de ses aspects parodiques, offre au lecteur une autre dimension, celle d'une revendication explicite. On en découvre les signes dans la violente attaque contre The Spectator, à la fin du chapitre V, qui stigmatise le dédain dans lequel le magazine tient les romans écrits par des femmes, ou dans la description de la façon intéressée et malséante dont l'héroïne, Catherine Morland, est traitée par le général Tilney. Toutefois, les lecteurs de Jane Austen recherchent avant tout le plaisir que procure son style vif et alerte ; la manière dont ses héroïnes aspirent au mariage est à leurs yeux plus conservatrice que féministe.
Certains critiques, comme Misty G. Anderson, vont jusqu'à penser discerner en Mansfield Park un précurseur du roman lesbien, au vu de « la façon remarquable dont Mary et Fanny sont attirées l'une vers l'autre ». Mais si les femmes sont bien les personnages centraux des romans de Jane Austen, il est sans doute vain d'y chercher un concept qui n'est entré dans le vocabulaire qu'en 1851, avec l'introduction du mot feminism dans l'Oxford English Dictionary, et plus tard encore dans le langage courant, où le mot feminist n'apparaît qu'au cours des années 1880-1890.
En revanche, ce sont bien ces héroïnes qui donnent vie aux romans en y exposant leurs préoccupations, leurs idées, leurs révoltes ou leurs sentiments d'injustice. Elles sont souvent brillantes, analysent finement le monde qui les entoure et savent se montrer fortes. Des personnages comme Elizabeth Bennet (Pride and Prejudice) ou Emma Woodhouse (Emma) militent pour le féminisme par leur seule présence, si bien qu'une véritable « culture féminine » a pu émerger de ces livres, par l'identification des lectrices à ces personnalités marquantes.

#### Morale
On retrouve dans tous les romans de Jane Austen un code moral qui prescrit de ne pas dépenser plus que son revenu (not to live beyond one's income), de savoir être aimable avec ses inférieurs, de ne pas être hautain et méprisant et d'avoir un comportement honorable. Ces qualités éminemment recommandables sont bien mises en avant dans Pride and Prejudice, ou encore dans Mansfield Park.
George Austen en recommande l'exercice à son fils Francis, alors qu'il s'embarque sur la frégate HMS Perseverance le 23 décembre 1788 comme engagé (Volunteer) à quatorze ans, :

« (…) Vous partez si loin que vous ne pourrez plus me consulter (…). Par conséquent, je pense qu'il est nécessaire, avant votre départ, de vous livrer mes sentiments sur des sujets généraux, que j'estime de la plus grande importance pour vous. »

« (…) Vous pouvez soit, par une attitude méprisante, odieuse et égoïste, susciter le dégoût et l'aversion, soit, par votre affabilité, votre bonne humeur et une attitude accommodante, devenir un objet d'estime et d'affection pour autrui. (…) il vous appartiendra (…) de vous concilier la bienveillance par tous les moyens honorables à votre disposition. »

« (…) Tenez une comptabilité exacte de tout ce que vous recevez ou dépensez, (…) et ne vous laissez en aucun cas persuader de risquer votre argent au jeu. »

On voit par là que George Austen s'est préoccupé attentivement de l'éducation morale de ses enfants : la leçon a été bien retenue par Jane.

#### Thèmes «gothiques»

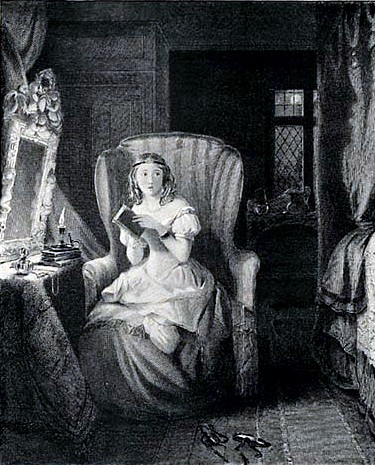
« Catherine Morland, cherchant à se faire peur en lisant Les Mystères d'Udolphe » à la faible lueur d'une chandelle (Northanger Abbey, frontispice, 1833).

Au début du XIXe siècle, les romans gothiques sont très prisés du public. Ann Radcliffe, avec ses Mystères d'Udolphe (1794), a mis à la mode ces sombres intrigues mettant en scène de jeunes femmes confrontées à de mystérieux personnages. L'histoire se déroule souvent dans des châteaux de style gothique (comme dans The Midnight Bell, de Francis Lathom) ou des abbayes « tortueuses » (labyrinthine), comme celle de La Forêt ou l'Abbaye de Saint-Clair (1791), d'Ann Radcliffe.
Cette approche dramatisée, aussi peu réaliste que possible, est fort éloignée du style naturel de Jane Austen, qui n'y fait qu'une incursion, sur le mode parodique, dans Northanger Abbey : l'ancienne abbaye qu'habite la famille Tilney prend en effet aux yeux de la jeune Catherine Morland des allures de sombre demeure. Son ami Henry Tilney moque ses craintes mêlées d'une certaine excitation : « Will not your mind misgive you when you find yourself in this gloomy chamber — too lofty and extensive for you, with only the feeble rays of a single lamp to take in its size (…) ? » (« Votre esprit ne concevra-t-il pas quelque appréhension lorsque vous vous retrouverez dans cette chambre lugubre : trop haute et trop vaste pour vous, avec les faibles rayons d'une unique lampe pour vous en révéler l'étendue (…) ? »).
Jane Austen fait là une magistrale démonstration qu'elle aurait pu écrire un roman gothique tout aussi terrifiant que ceux d'Ann Radcliffe, de Matthew « Monk » Lewis ou de Francis Lathom, mais son but est de souligner à quel point la jeune Catherine Morland aime à se faire peur : lorsqu'un mystérieux manuscrit se révèle n'être qu'une simple note de blanchisserie oubliée, elle continue, contre toute vraisemblance, à traquer les drames que l'abbaye n'a pu manquer d'abriter.

#### Autres thèmes

##### Le roman et les romancières aux environs de 1800
En plusieurs occasions, les héros de Jane Austen prennent la défense des romans. Tel est le cas dans Northanger Abbey, par la voix de Catherine Morland et de Henry Tilney. Dans le long développement, souvent commenté, de la fin du chapitre V, Jane Austen se livre à une apologie du roman en des termes comparables à ceux qu'emploiera plus tard Margaret Oliphant.

Les romans connaissent alors une grande vogue, en particulier auprès des femmes dont l'éducation a considérablement progressé au cours du XVIIIe siècle et qui contribuent elles-mêmes à ce succès. On estime en effet qu'entre 1692 et la fin du XVIIIe siècle, la majorité des romans est écrite par des auteurs féminins. En militant pour le roman, Jane Austen prend aussi la défense des romancières, d'autant plus nécessaire que certaines d'entre elles n'hésitent pas à déprécier ce genre littéraire : ainsi Maria Edgeworth, lorsqu'elle présente son roman Belinda, se refuse à le qualifier de « roman » (novel), pour l'appeler « conte moral » (moral tale), en déclarant : 
« But so much folly, error and vice are disseminated in books classed under this denomination, that it is hoped the wish to assume another title will be attributed to feelings that are laudable and not fastidious »
« Mais tant de sottises, d'erreur et de vice parsèment des livres catalogués sous cette appellation que j'espère que le souhait de prendre un autre intitulé sera attribué à des sentiments louables plutôt qu'au goût du pinaillage. »

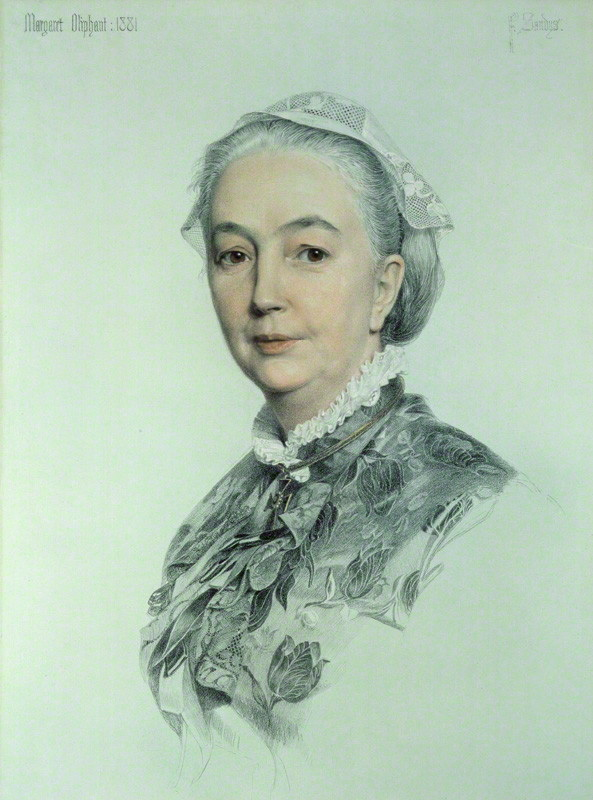
Margaret Oliphant qui, après Jane Austen, prend en 1882 la défense du roman féminin face à la « noble poésie » des hommes.
Par Frederick Augustus Sandys (1881).

Car le roman, à son époque, n'a pas l'aura de la poésie, genre noble par excellence. Ainsi, l'essayiste et historienne Margaret Oliphant remarque en 1882 que si la culture britannique célèbre les hommes pour être à l'origine du « flot de noble poésie au tournant du XVIIIe siècle et du XIXe siècle, [.…] elle néglige l'émergence soudaine, à la même époque, d'une forme purement féminine du génie littéraire » (negligent of the sudden development of purely feminine genius at the same great era).
La culture masculine, représentée à la fin du XVIIe siècle par des écrivains tels que Swift ou Pope, voit cependant d'un mauvais œil l'intrusion de female wits (« femmes d'esprit ») dans la littérature. Un facile jeu de mots permet, dans certains milieux conservateurs, de salir ces auteurs en assimilant les « femmes publiées » aux « femmes publiques », c'est-à-dire aux prostituées (female publication = public woman).

##### Les paysages

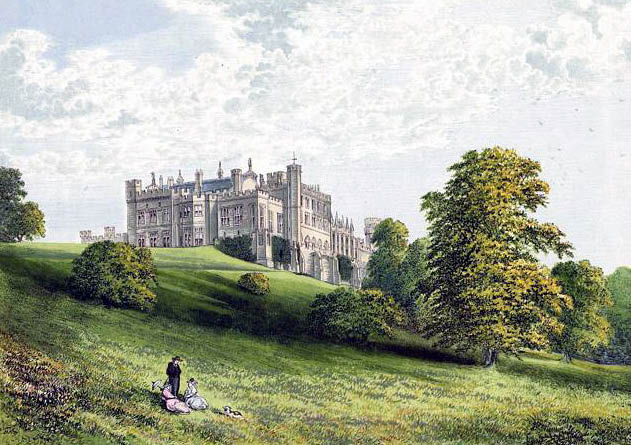
Château dans la campagne anglaise (Lambton Castle, Durham, au XIXe siècle).

Jane Austen se fait souvent le chantre des paysages anglais et de leur beauté. Outre sa sensibilité propre, on peut sans doute y voir le souvenir de William Cowper, dont les œuvres figurent dans la bibliothèque familiale.
Ainsi, le chapitre 9 de Sense and Sensibility décrit abondamment les beautés du Devon, autour de Barton Cottage, qui incitent à la promenade :The whole country about them abounded in beautiful walks (« Tout le pays qui les environnait abondait en belles promenades à pied »).
Le charme de la campagne anglaise est également évoqué lors de la longue promenade automnale vers Winthrop que font Anne Elliot et sa famille dans Persuasion : '« (…) Her pleasure in the walk must arise (…) from the view of the last smiles of the year upon the tawny leaves and withered hedges » (« Pour elle, le plaisir de la promenade devait venir de la contemplation des derniers sourires de l'année sur les feuilles rousses et les haies fanées »).
Pride and Prejudice, enfin, met longuement en valeur le somptueux château et l'immense parc de Pemberley, parc qui retient tout l'intérêt de Mrs Gardiner à la fin de sa longue lettre à Elizabeth Bennet.

##### La Révolution française et les guerres napoléoniennes

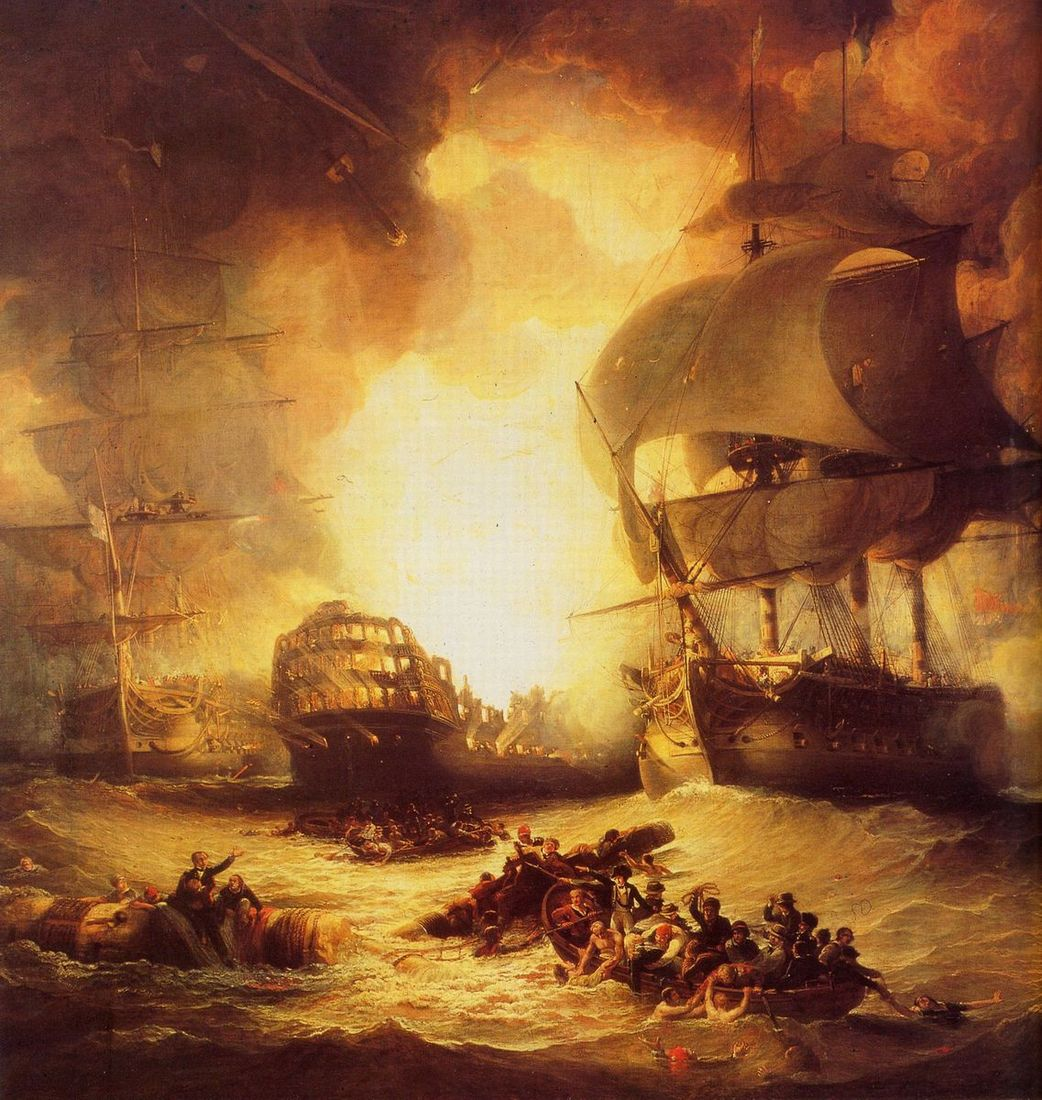
Incendie du navire amiral français à la bataille d'Aboukir, au cours de laquelle la flotte anglaise s'empare d'un vaisseau qui deviendra le HMS Canopus, sous le commandement de Francis Austen.

Même si cet aspect apparaît peu dans ses romans, Jane Austen vit une époque déchirée par la Révolution française et les guerres napoléoniennes. Les conséquences s'en font sentir au sein même de sa famille, puisque le premier mari de sa cousine Eliza Hancock, Jean-François de Feuillide, est guillotiné en février 1794.

Ses deux frères Francis et Charles servent dans la Royal Navy pendant les guerres contre la France. Ils deviendront tous deux amiraux. La guerre permet aux officiers, au péril de leur vie, de monter rapidement en grade et aussi d'amasser une fortune grâce à leurs parts de prise (prize money). On retrouve l'écho de ces préoccupations dans les accents patriotiques, lancés à la gloire de la Royal Navy, qui concluent Persuasion : 
« She gloried in being a sailor's wife, but she must pay the tax of quick alarm for belonging to the profession which is, if possible, more distinguished in its domestic virtues as in its national importance. »
« Elle était fière d'être la femme d'un marin, mais, en revanche, elle devait plus d'une fois trembler de le voir appartenir à un corps qui se distingue autant, s'il est possible, par ses vertus domestiques que par son importance nationale. »
Comme l'atteste son Histoire de l'Angleterre, Jane Austen est de mentalité conservatrice. Depuis son adolescence ses sympathies vont au parti tory, elle est donc loin d'adhérer à l'idéal révolutionnaire. Mais elle est aussi convaincue que de profonds changements sont nécessaires et le proclame dans certains passages de Mansfield Park où l'on voit Fanny Price prendre la mesure des réformes de l'organisation des grandes propriétés. Certains critiques, tels Alistair Duckworth ou Marilyn Butler, ont relevé dans son œuvre des accents rappelant Burke, avec à la fois une opposition à la Révolution française et un souci de réformer la propriété terrienne et les institutions sociales de façon radicale. Pour Jane Austen, ces réformes concernent plus le bien collectif que l'intérêt individuel.

## Accueil de la critique et postérité

### Accueil de la critique

#### Réactions des contemporains

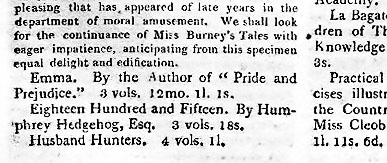
Le 1er février 1816, la rédaction de The New Monthly Magazine note la parution de Emma, mais choisit de ne pas en faire la critique, contrairement au roman de Sarah Harriet Burney (The Shipwreck), cité au dessus.

Parues sous l'anonymat, les œuvres de Jane Austen ne lui valent guère la célébrité. Très vite à la mode parmi l'élite, par exemple auprès de la princesse Charlotte Augusta, fille du Prince Régent, le futur George IV, elles ne reçoivent cependant que de rares critiques favorables, et encore, pour la plupart, courtes et superficielles,. Prudentes, ces critiques se contentent de mettre l'accent sur l'aspect moral des romans de Jane Austen. Certaines réactions sont plus perspicaces : ainsi, la feuille du romancier Sir Walter Scott, rédigée sous couvert d'anonymat, défend la cause du roman en tant que genre et loue le réalisme de Jane Austen. De même, Richard Whately, en 1821, compare Jane Austen à Homère et Shakespeare, soulignant les qualités dramatiques de son style narratif. Walter Scott et Whately donnent ainsi le ton de la critique austenienne jusqu'à la fin du XIXe siècle.

#### AuXIXesiècle
Toutefois, les romans de Jane Austen ne correspondant pas aux critères britanniques de la littérature romantique (représentée plutôt par Charlotte et Emily Brontë), et de l'époque victorienne, selon lesquelles « une puissante émotion doit être authentifiée par une manifestation insigne de couleur et de son dans l'écriture » , les critiques britanniques du XIXe siècle préfèrent en général les œuvres de Charles Dickens, de William Makepeace Thackeray et de George Eliot,. Bien que Jane Austen soit rééditée en Grande-Bretagne à partir des années 1830 et continue à se vendre, elle ne fait pas partie des auteurs favoris du public.

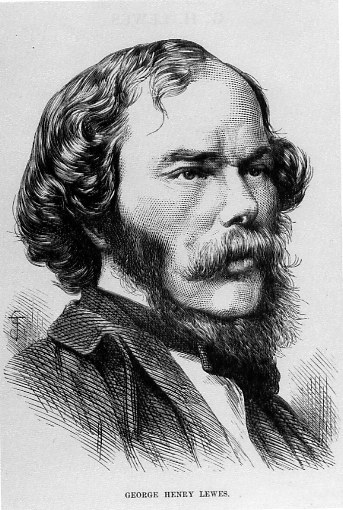
George Henry Lewes (1817-1878), critique littéraire et mari de George Eliot.

Mais elle reste appréciée par l'élite littéraire qui voit dans cet intérêt une preuve de son propre bon goût. George Henry Lewes, lui-même auteur et critique influent, exprime son admiration dans une série d'articles enthousiastes publiés dans les années 1840 et 1850,. Il la considère comme « la plus grande artiste ayant jamais écrit », un « Shakespeare en prose ». Cette idée perdure dans la seconde moitié du XIXe siècle avec le romancier Henry James, qui se réfère plusieurs fois à Jane Austen, allant même une fois jusqu'à la comparer à Cervantes et Henry Fielding pour ce qu'il appelle leur « remarquable peinture de la vie » (« fine painters of life »).
Des voix dissidentes se font aussi entendre, telles celle de Charlotte Brontë, qui la trouve trop limitée, ou celle de la poétesse Elizabeth Barrett Browning aussi, qui, alors qu'elle entreprend son Aurora Leigh, écrit de Jane :
« She is perfect in what she attempts… but her excellence lies, I do hold, rather in the execution than the aspiration. It is a narrow, earthly, & essentially unpoetical view of life […] Her human characters never look up; and when they look within, it is not deeply… Conventional Life is not the Inward Life. […] God, Nature, the Soul … what does she say, or suggest of these? »
« Elle atteint la perfection dans ce qu'elle entreprend… mais son excellence, me semble-t-il, repose plus dans l'exécution que dans l'aspiration. Sa vision de la vie est étroite, terre à terre et essentiellement non-poétique […] Ses personnages ne lèvent jamais le regard, et quand ils le tournent vers eux-mêmes, ils ne touchent pas au tréfonds […] La Vie Conventionnelle n'est pas la Vie Intérieure […] Dieu, la Nature, l'Âme, qu'est-ce qu'elle en dit, ou même suggère à leur propos ? »
Ces deux femmes, passionnées, ne sauraient, en effet, se contenter d'« un petit bout d'ivoire » ciselé.
En 1869, la publication de A Memoir of Jane Austen (Souvenir de Jane Austen) par le neveu de la romancière, James Edward Austen-Leigh, offre à un public élargi le portrait d'une « chère tante Jane », vieille fille de grande respectabilité. Cette parution engendre un regain d'intérêt pour l'œuvre, dont les premières éditions populaires sont disponibles en 1883 et sont bientôt suivies par des versions illustrées et des collections. Leslie Stephen, le père de Virginia Woolf, écrivain et critique, qualifie l'engouement qui s'empare du public dans les années 1880 d'« Austenolâtrie ». Au tout début des années 1900, certains membres de l'élite littéraire qui se définissent eux-mêmes comme les Janeites, réagissent contre cette ferveur : selon eux le peuple ne peut comprendre le sens profond de l'œuvre auquel eux seuls ont accès,. Ainsi, Henry James parle d'« une fascination amoureuse » (a beguiled infatuation) dépassant la portée et l'intérêt intrinsèques de son objet.
Quoi qu'il en soit, durant le dernier quart du XIXe siècle la critique britannique fait la part belle à Jane Austen. Après la publication des « Souvenirs » du neveu, son œuvre attire plus d'attention en deux ans que pendant les cinquante années précédentes.
La célébrité de la romancière dans le monde francophone est plus tardive. Le premier critique français à lui prêter attention est Philarète Chasles (1837-1873) qui la déprécie complètement en tant qu'écrivaine, ne lui consacrant que deux phrases dans un essai de 1842 sur l'influence de Sir Walter Scott, la qualifiant d'écrivaine ennuyeuse et d'imitatrice n'ayant rien écrit de substantiel. En dehors de Chasles, Jane Austen est presque totalement ignorée en France jusqu'en 1878, lorsque le critique français Léon Boucher publie son essai Le Roman classique en Angleterre, dans lequel il qualifie Jane Austen de génie : c'est la première fois que cette épithète est utilisé en France pour décrire Jane Austen.

#### AuXXesiècle

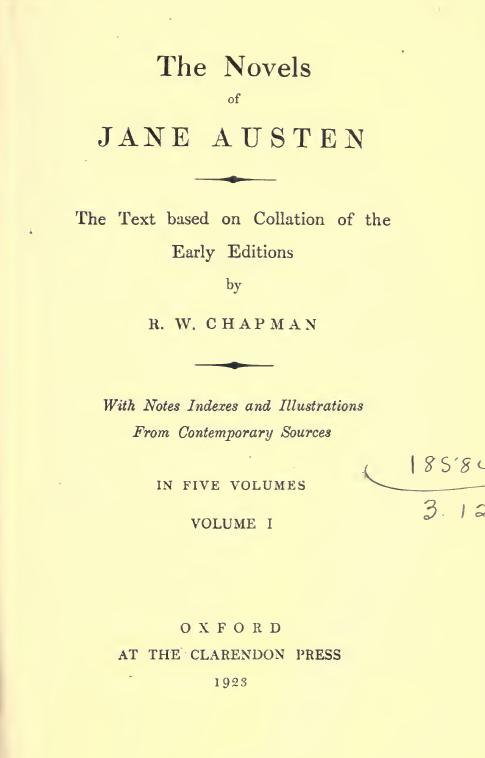
Page de titre de l'édition complète des romans de Jane Austen établie par R. W. Chapman en 1923.

Deux séries d'ouvrages ont pavé la route menant l'œuvre de Jane Austen à la reconnaissance académique. Le premier jalon est un essai de 1911, écrit par un spécialiste de Shakespeare, Andrew Cecil Bradley, de l'Université d'Oxford, et « généralement considéré comme le point de départ d'une recherche universitaire sérieuse »,. Bradley catégorise les romans de Jane Austen en « précoces » et « tardifs », méthodologie encore utilisée aujourd'hui. Parallèlement, en France, le premier ouvrage universitaire consacré à la romancière est Jane Austen de Paul et Kate Rague paru en 1914, avec la caution d'Émile Legouis et d'André Koszul, professeurs à la Faculté des lettres de Paris, dans lequel les auteurs s'efforcent de démontrer que Jane Austen mérite d'être prise au sérieux par la critique et le lectorat français. La même année, Léonie Villard soutient à l'université de Lyon sa thèse de doctorat ès lettres, qui sera ensuite publiée sous le titre : Jane Austen, Sa Vie et Ses Œuvres. Ces deux travaux simultanés marquent le début des études académiques françaises consacrées à la romancière.
Deuxième jalon, l'édition complète établie par R. W. Chapman en 1923, la première édition savante, et aussi la première du genre qui soit consacrée à un romancier anglais, si bien que Chapman sert de référence pour toutes les éditions ultérieures,,. Après cela, vient en 1939 le Jane Austen and Her Art (Jane Austen et son art), de Mary Lascelles, qui donne à la recherche austenienne ses lettres de noblesse. Cette étude novatrice comprend une analyse des lectures de la romancière, de l'influence qu'elles ont pu exercer sur son œuvre, ainsi qu'un examen approfondi de son style et de son « art narratif » (narrative art).
Les années 1940 voient une réévaluation de son œuvre, qui est abordée par les chercheurs sous des angles nouveaux, par exemple celui de la subversion. D. W Harding, dans un essai ayant ouvert une nouvelle piste de réflexion, la présente en satiriste « plus acerbe que délicate » (« more astringent than delicate »), une critique sociale en quête « d'une discrète survie spirituelle » (« unobtrusive spiritual survival ») au travers de ses œuvres. Enfin, les jugements de valeur portés par F. R. Leavis et Ian Watt, qui placent Jane Austen parmi les plus grands auteurs de fiction de langue anglaise, assurent définitivement la prééminence de la romancière auprès des universitaires,. Tous s'accordent à penser qu'« elle combine les qualités d'intériorité et d'ironie, de réalisme et de satire de Henry Fielding et de Samuel Richardson, et s'avère supérieure à l'un comme à l'autre ». Après la Seconde Guerre mondiale, d'autres études sont menées, faisant appel à diverses approches critiques, par exemple le féminisme, ou, de façon peut-être plus discutable, le post-colonialisme.

Cette lecture post-coloniale a porté pour l'essentiel sur Mansfield Park, à la suite de l'analyse d'Edward Saïd dans son essai de 1994, Jane Austen and Empire, qui s'attache au rôle joué par les propriétés de Sir Thomas dans les Indes occidentales. À ce compte, on voit en lui un planteur vivant de l'esclavage (encore que, selon d'autres critiques, Mansfield Park et ses terres suffisent à lui assurer l'essentiel de ses revenus). Dès lors, les silences de Jane Austen à ce propos témoigneraient d'une prise de conscience du caractère honteux de cette exploitation. C'est là une hypothèse que peut corroborer un très court échange entre Fanny et Edmund : 

« - Did you not hear me ask him [Sir Bertram] about the slave trade last night? (« Ne m'as-tu pas entendu le questionner [Sir Bertram] à propos de l'esclavage hier soir ? »)

- I did — and was in hopes the question would be followed up by others. It would have pleased your uncle to be inquired of further (« Oui, mais j'espérais que d'autres questions auraient suivi. Cela aurait plu à ton oncle qu'on lui en demande plus sur le sujet. »). »

Quoi qu'il en soit, l'écart continue à se creuser entre l'engouement populaire, en particulier chez les Janeites (les admirateurs inconditionnels de Jane Austen), fondé sur le charme immédiat que dégage l'œuvre, et les austères analyses universitaires qui ne cessent d'explorer de nouvelles pistes avec des fortunes diverses,.

#### Au XXIe siècle
De nombreuses communautés de Janeites se forment dans le monde, facilitées par l'essor d'Internet. Des événements de reconstitution costumées ont lieu dans plusieurs pays. Les romans de Jane Austen et leurs adaptations à l'écran donnent lieu à des mèmes diffusés sur les réseaux sociaux.

### Postérité de l'œuvre
Très vite des romanciers, contemporains de Jane Austen mais ayant vécu plus longtemps, se sont inspirés de son œuvre. Susan Ferrier (1782-1854), romancière écossaise, explore des thèmes comiques, dépourvus toutefois de l'« urbanité économe et intelligente » de Jane. Il en va de même de John Craft (1779-1839), lui aussi écossais, dont la forme d'écriture rappelle celle de Jane Austen car se voulant « de nécessité limitée aux événements d'une localité bien circonscrite » (« theoretical histories limited […] necessarily to the events of a circumscribed locality ».
Mais c'est à partir du XXe siècle que l'on voit fleurir les œuvres inspirées par Jane Austen, d'abord les romans de Georgette Heyer puis, à l'apparition du cinéma et surtout de la télévision, toute une industrie paralittéraire de réécritures, de suites, voire de transpositions proximisantes de qualités très variables, dont certaines progressivement traduites en français.

#### Adaptations cinématographiques et télévisuelles

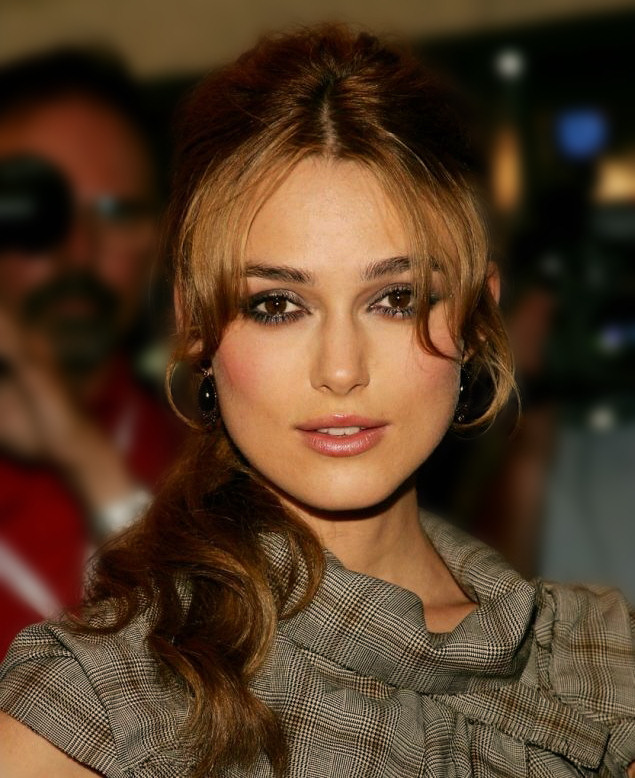
Keira Knightley au Festival du Film de Toronto, en 2005, lors de la sortie dOrgueil et Préjugés, où elle tient le rôle d'Elizabeth Bennet.

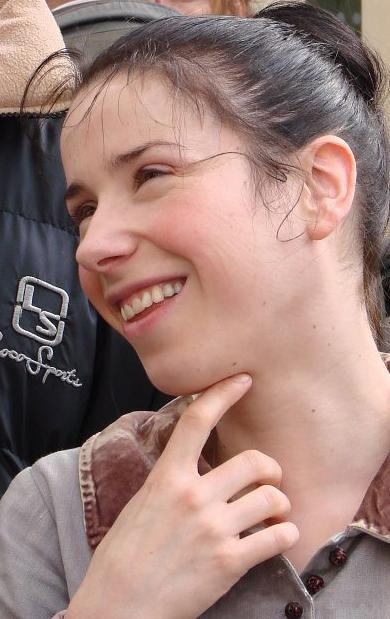
Sally Hawkins lors du tournage de Persuasion, où elle interprète le rôle de Anne Elliot.

##### Orgueil et Préjugés
- 1940 : Orgueil et Préjugés (Pride and Prejudice) réalisé par Robert Z. Leonard.
- 1980 : Orgueil et Préjugés, téléfilm de Cyril Coke, avec David Rintoul et Elizabeth Garvie.
- 1995 : Orgueil et Préjugés, mini-série télévisée de Simon Langton, avec Colin Firth et Jennifer Ehle.
- 2005 : Orgueil et Préjugés (Pride & Prejudice) de Joe Wright, avec Keira Knightley.
- 2012-2013 : The Lizzie Bennet Diaries, web-série dramatique interactive en 100 épisodes de Bernie Su et Hank Green, ou Orgueil et Préjugés à l'époque d'Internet[274].

##### Emma
- 1972 : Emma, série produite par la BBC, avec Doran Godwin.
- 1996 : Emma, téléfilm réalisé par Diarmuid Lawrence, avec Kate Beckinsale.
- 1997 : Emma, l'entremetteuse (Emma) réalisé par Douglas McGrath, avec Gwyneth Paltrow.
- 2009 : Emma, série télévisée en quatre parties de la BBC, avec Romola Garai et Jonny Lee Miller.
- 2013 : Emma Approved, web-série par Pemberley Digital, avec Joanna Sotomura.
- 2020 : Emma, film britannique par Autumn de Wilde avec Anya Taylor-Joy et Johnny Flynn.

##### Raison et Sentiments
- 1971 : Sense and Sensibility, mini-série de David Giles pour la BBC, avec Joanna David dans le rôle d'Elinor et Ciaran Madden dans celui de Marianne.
- 1981 : Sense and Sensibility, mini-série de Rodney Bennett pour la BBC, avec Irene Richard et Tracey Childs.
- 1995 : Raison et sentiments ; (Sense and sensibility) de Ang Lee avec Emma Thompson, Kate Winslet, Hugh Grant et Alan Rickman.
- 2000 : Kandukondain Kandukondain, un film indien tiré du roman, avec Tabu et Aishwarya Rai.
- 2008 : Raison et Sentiments, mini-série de John Alexander pour la BBC, avec Hattie Morahan et Charity Wakefield.

##### Mansfield Park
- 1983 : Mansfield Park, mini-série de David Giles, avec Sylvestra Le Touzel et Nicholas Farrell.
- 1999 : Mansfield Park, film britannique de Patricia Rozema, avec Frances O'Connor et Embeth Davidtz.
- 2007 : Mansfield Park avec Billie Piper.

##### Northanger Abbey
- 1986 : Northanger Abbey, téléfilm de Giles Foster, avec Katharine Schlesinger.
- 2007 : Northanger Abbey, téléfilm de Jon Jones, avec Felicity Jones et JJ Feild.

##### Persuasion
- 1995 : Persuasion, film britannique de Roger Michell, avec Amanda Root et Ciaran Hinds.
- 2007 : Persuasion, téléfilm de Adrian Shergold, avec Sally Hawkins, Rupert Penry-Jones, Anthony Head et Julia Davis.
- 2022 : Persuasion, film de Carrie Cracknell, avec Dakota Johnson.

##### Autres
- 2016 : Love and Friendship, film irlando-franco-néerlandais de Whit Stillman, avec Kate Beckinsale.

#### Œuvres inspirées par Jane Austen

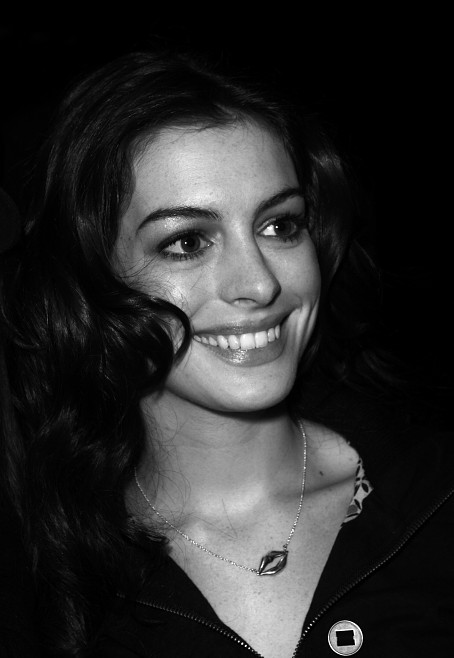
Anne Hathaway, qui interprète le rôle de Jane Austen dans le film Jane de 2007.

##### Cinéma
- 1995 : Clueless, de Amy Heckerling (adaptation moderne de Emma).
- 2004 : Coup de foudre à Bollywood (Bride and Prejudice[N 15]) de Gurinder Chadha, film américano-britannique avec Aishwarya Rai et Martin Henderson (transposition dans l'Inde contemporaine).
- 2007 : The Jane Austen Book Club (fiction fondée sur les œuvres majeures de l'écrivaine).
- 2007 : Jane (Becoming Jane), biographie romancée de Jane Austen réalisée par Julian Jarrold, avec Anne Hathaway dans le rôle-titre, et James McAvoy dans celui de Tom Lefroy.
- 2013 : Austenland réalisée par Jerusha Hess, avec Keri Russell dans le rôle de Jane Hayes qui visite un parc à thème consacré à Jane Austen dans l'espoir d'y rencontrer son Mr Darcy.
- 2025 : Jane Austen a gâché ma vie, de Laura Piani.

##### Littérature
- 1820 : Précaution, le premier roman de James Fenimore Cooper, imitation des romans de Jane Austen[275], dont il ne possède ni l'humour, ni la profondeur dans la description des personnages.
- 1919 : Nuit et Jour, le deuxième roman de Virginia Woolf, dans toute sa facture, style, personnages, trame de l'histoire, est largement inspiré par les romans de Jane Austen que Virginia Woolf admire profondément et dont elle parle régulièrement dans son journal[276].
- 1996 : Le Journal de Bridget Jones (Bridget Jones's Diary) de Helen Fielding, hommage multiple à Orgueil et Préjugés. Ce roman a été adapté au cinéma en 2001[277].
- 2005 : Allan Bloom, Love and Friendship (L'amour et l'amitié, Livre de Poche. Biblio-Essais, 2003). Cet ouvrage, qui contient des commentaires suivis des œuvres de Jean-Jacques Rousseau, Platon et Shakespeare, contient aussi un chapitre suggestif sur l'œuvre de Jane Austen[278].
- 2009 : Orgueil et préjugés et zombies (Pride and Prejudice and Zombies), une parodie d'Orgueil et Préjugés de Seth Grahame-Smith et sa suite Sense and Sensibility and Sea Monsters de Ben H. Winters, une parodie de Raison et Sentiments.
- Jane Austen est le personnage principal d'une série de romans policiers historiques de Stephanie Barron.
- 2011 : La mort s'invite à Pemberley (Death Comes to Pemberley) roman policier de P. D. James, dont l'action se situe en 1803, six années après le mariage de Darcy et Elizabeth, dans lequel les personnages se trouvent impliqués dans une intrigue policière.
- 2015 : Une saison à Longbourn[279] (Longbourn), un roman de l'auteur féminin britannique Jo Baker qui propose une réécriture d'Orgueil et Préjugés du point de vue des domestiques de la famille Bennet.
- 2015 : Lady Rose & Miss Darcy, deux cœurs à prendre…, le premier roman de Lhattie-Haniel, romancière française, est inspiré de l'univers d’Orgueil et Préjugés.
- 2017 : Le Mystérieux Secret de Jane Austen[280], cinquième roman de Lhattie Haniel, est une biographie romancée écrite à la première personne du singulier et découpée en trois parties. La première partie permet de découvrir Jane Austen dès sa naissance ; la seconde partie entraîne le lecteur dans une fiction. Lhattie Haniel a souhaité donner son roman à la dame de lettres anglaise ; la troisième partie qui clôt cette écriture particulière et fictive permet d'émettre une réponse hypothétique : Pourquoi Jane Austen a-t-elle rendu sa demande à Harris Bigg-Wither ?
- 2018 : Victoria Hall, de Lhattie Haniel, est une sorte de fanfiction d’Orgueil et Préjugés, puisque l'on y trouve les descendants des Darcy.
- 2019 : Lord Bettany, de Lhattie Haniel, est le crossover de Lady Rose & Miss Darcy, deux cœurs à prendre… On y retrouve Fitzwilliam Darcy d’Orgueil et Préjugés, qui est le rival de Lord Bettany.

##### Télévision
- 1987 : Dans la série à succès de la BBC, Blackadder, la troisième saison, Blackadder the Third, se déroule à l'époque de la Régence. Le personnage principal est maître d'hôtel d'un Prince Régent quelque peu demeuré. Les titres des épisodes font tous référence à Jane Austen, sur le modèle de Sense and Sensibility : Dish and Dishonesty, Ink and Incapability, Nob and Nobility, Sense and Senility, Amy and Amiability et Duel and Duality.
- 2007 : Miss Austen Regrets (Le Choix de Jane), téléfilm de la BBC relatant la fin de la vie de Jane Austen, alors qu'elle conseille sa nièce Fanny Knight dans le choix d'un mari, en se remémorant sa propre expérience.
- 2008 : Orgueil et Quiproquos (Lost in Austen), mini-série parodique en quatre épisodes de ITV : Amanda Price, une jeune femme à l’existence ordinaire, aime se plonger dans les romans de Jane Austen, et surtout Orgueil et Préjugés. Un jour, Elizabeth Bennet apparaît dans sa salle de bains et lui montre un passage entre leurs deux mondes. Alors, Amanda se retrouve au sein de la famille Bennet, sans possibilité de retour, Lizzie ayant refermé la porte derrière elle…

##### Musique
- 1998 : Jane Austen's Door (morceau du guitariste Steve Hackett, du groupe anglais Genesis).

##### Jeu de société
- Un jeu de société intitulé A Game of Marriage, based upon the World of Jane Austen a été publié aux éditions Past Times.
- Marrying Mr. Darcy est une adaptation en jeu de cartes de Pride and Prejudice par Erika Svanoe, illustré par Erik Evensen.

##### Jeu vidéo
Jane Austen est la narratrice du jeu vidéo Saints Row IV. Elle fait aussi une brève apparition à la fin du jeu vidéo. Le protagoniste et l'antagoniste de l'histoire semblent tous les deux lui vouer une certaine admiration.

##### Monnaie britannique
Depuis la mise en circulation d'un nouveau billet le 14 septembre 2017, un portrait de Jane Austen figure sur les coupures de 10 livres à la place de celui de Charles Darwin. La romancière est, hormis la reine, la seule femme à figurer sur une coupure britannique. Une citation extraite d'Orgueil et Préjugés accompagne son portrait : « I declare after all there is no enjoyment like reading! » (« Je déclare qu'après tout il n'y a pas de plaisir qui vaille la lecture ! »). La citation retenue suscite quelques critiques, dans la mesure où la phrase est placée dans la bouche de Caroline Bingley, personnage hypocrite qui ne pense manifestement pas ce qu'elle dit,.

## Chronologie de la vie et de l'œuvre de Jane Austen
Événements clés touchant à la vie et l'œuvre de Jane Austen (y compris certains événements majeurs de l'histoire anglaise d'alors),,, :

### Enfance et adolescence
- 1775 : 16 décembre. Naissance de Jane Austen à Steventon, seconde fille, après Cassandra Elizabeth, d'une famille comprenant deux filles et six garçons.
- 1779 : naissance de Charles Austen, le plus jeune fils.
- 1781 : la cousine de Jane, Eliza Hancock, épouse en France Jean-François Capot de Feuillide.
- 1782 : les Austen montent leurs premières pièces de théâtre amateur.
- 1783 : avec leur cousine Jane Cooper, Jane et Cassandra étudient sous la direction de Mrs Cawley, à Oxford d'abord, puis à Southampton, où elles contractent le typhus.
- 1785 : études à Abbey House School, à Reading, avec Cassandra.
- 1786 : leur frère Francis entre à la Royal Naval Academy, à Portsmouth. Jane et Cassandra quittent définitivement l'école.
- 1787 : Jane commence à écrire ses Juvenilia. Sa cousine Eliza de Feuillide leur rend visite à Steventon.
- 1788 : leur frère Henry va au Saint John's College d'Oxford. Francis part aux Indes orientales sur le HMS Perseverance.
- 1789 : James et Henry, à Oxford, commence la publication de leur périodique The Loiterer (jusqu'en mars 1790). 
Le 14 juillet, la Révolution française éclate.
- 1790 : Jane termine Love and Freindship au mois de juin.
- 1791 : Charles, le plus jeune frère, rentre à son tour à la Royal Naval Academy à Portsmouth. Edward épouse Elizabeth Bridges.
- 1792 : Jane commence Catharine, or the Bower. Cassandra et Tom Fowle se fiancent.
- 1793 : 3 juin. Jane termine ses Juvenilia.
- 1794 : Jane travaille sans doute à Lady Susan. En février, le mari d'Eliza de Feuillide est guillotiné en France.

### Les grands romans
- 1795 : Jane écrit Elinor and Marianne, première version du futur Sense and Sensibility. Le 3 mai, Anne, la première femme de James, meurt et leur fille Anna est envoyée vivre à Steventon. Flirt de Jane avec Tom Lefroy.
- 1796 : Jane commence First Impressions, le futur Pride and Prejudice.
- 1797 : James épouse Mary Lloyd. En août, Jane termine First Impressions. Le fiancé de Cassandra, Tom Fowle, meurt d'une mauvaise fièvre au large de Saint-Domingue. Henry épouse sa cousine Eliza de Feuillide, veuve de son mari français.
- 1798 : Jane commence peut-être alors l'écriture de Susan, qui deviendra plus tard Northanger Abbey. 
Victoire de Nelson sur la flotte française à Aboukir.
- 1799 : Jane termine probablement Susan cette année-là.
- 1800 : George Austen décide de prendre sa retraite et déménage avec sa famille à Bath.
- 1801 : Jane vit peut-être une brève aventure sentimentale avec un homme rencontré lors de vacances à Sidmouth ; mais il décède peu après. 
Naissance du Royaume-Uni de Grande-Bretagne et d'Irlande, par l'union, le 1er janvier, de la Grande-Bretagne et de l'Irlande.
- 1802 : 2 décembre. Harris Bigg-Wither demande Jane en mariage. Elle accepte tout d'abord, mais reprend son consentement le lendemain.
- 1803 : Jane vend Susan (Northanger Abbey) à l'éditeur Crosby, de Londres ; mais celui-ci ne publie pas le roman.
- 1804 : Jane commence The Watsons.
- 1805 : George Austen, le père de Jane, meurt subitement en janvier. Jane arrête la rédaction de The Watsons. Il se peut que Jane soit courtisée par Edward Bridges. 
Victoire de Nelson à Trafalgar le 21 octobre.
- 1807 : Jane et sa famille déménagent à Southampton, pour s'installer chez Frank et sa femme. Charles épouse Fanny Palmer aux Bermudes. 
La Grande-Bretagne abolit le commerce des esclaves, par le Slave Trade Act, voté le 25 mars.
- 1808 : Elizabeth, la femme d'Edward, meurt en couches en donnant naissance à leur onzième enfant.
- 1809 : en avril, Jane s'efforce — sans succès — d'obtenir de Crosby qu'il publie Susan. En juillet, Jane, Cassandra, Mrs Austen et Martha déménagent pour aller s'installer à Chawton, dans le Hampshire, dans un cottage appartenant à Edward.
- 1810 : l'éditeur Egerton accepte Sense and Sensibility.
- 1811 : en octobre, Sense and Sensibility est publié aux risques de l'auteur (on commission). Jane commence Mansfield Park et retravaille First Impressions pour en faire Pride and Prejudice.
- 1812 : Jane vend les droits de Pride and Prejudice pour 110 livres sterling (£110). La famille d'Edward prend le nom de Knight à la mort de Catherine Knight.
- 1813 : en janvier, Pride and Prejudice est publié et remporte un vif succès. Jane termine Mansfield Park. Réédition de Sense and Sensibility et de Pride and Prejudice. La cousine et belle-sœur de Jane, Eliza, meurt.
- 1814 : le 21 janvier, Jane commence Emma. Egerton publie Mansfield Park aux risques de l'auteur ; cette première édition est épuisée en six mois. Fanny, la femme de Charles, meurt en couches. La nièce de Jane, Anna Austen, épouse Ben Lefroy.
- 1815 : Jane termine Emma le 29 mars et commence Persuasion. On l'invite à dédicacer Emma au Prince Régent, qu'elle n'aime guère, mais il est difficile de refuser. Emma est publié par Murray en décembre. 
Victoire de l'armée alliée sur l'armée française à Waterloo le 18 juin.

### La maladie et la mort
- 1816 : faillite de la banque d'Henry. Jane termine Persuasion au mois d'août. Sa santé commence à décliner.
- 1817 : Jane travaille sur Sanditon de janvier à mars. Elle déménage avec Cassandra à Winchester afin de bénéficier d'un meilleur accès aux soins médicaux. 
Au terme d'une maladie restée indéterminée et ayant duré environ une année, Jane Austen meurt le 18 juillet, à 4 h 30 du matin. Elle est enterrée dans la cathédrale de Winchester. Les causes de cette maladie ont été discutées de manière rétrospective par des médecins dont les conclusions ont été ensuite reprises et analysées par les biographes de Jane Austen[2]. Les deux hypothèses principales sont celle de la maladie d'Addison, avancée en 1964 par le chirurgien anglais Zachary Cope (1881-1974)[287] et celle de la maladie de Hodgkin, d'abord évoquée la même année, mais de façon concise, par le Dr F. A. Bevan[N 16],[288], puis développée et argumentée en 2005 par l'Australienne Annette Upfal, professeur de lettres britanniques à l'université du Queensland[289].
En décembre, Persuasion et Northanger Abbey sont publiés ensemble, datés de 1818, accompagnés d'une « notice biographique » rédigée par Henry.